# 別府3億円保険金殺人事件
別府3億円保険金殺人事件（べっぷさんおくえんほけんきんさつじんじけん）とは、1974年（昭和49年）11月17日（日曜日）、大分県別府市のフェリー岸壁から親子4人の乗った乗用車が海に転落した事件ないし事故である。
保険金詐取目的で母娘3人を殺害した保険金殺人事件として、唯一生き残った父・荒木虎美が逮捕・起訴された。荒木は一貫して無実を主張したものの、第一審・控訴審で死刑が言い渡された。荒木は上告して争ったが、1989年（平成元年）1月に病死したため公訴棄却となった。
別府湾三億円保険金殺人事件、別府三億円事件、あるいは単に3億円保険金殺人事件とも呼ばれる。また、被疑者・被告人の名前から荒木虎美事件と呼ばれることもある。
母子に高額な保険金が掛けられていたことで注目を浴び、悪質な保険金殺人事件が増加するきっかけとなったとされる。また、荒木は、逮捕前から数々の疑惑が新聞や週刊誌で報道される中、ワイドショーに出演するなどして潔白を主張して世間を賑わせた。

## 概要
1974年（昭和49年）11月17日22時ごろ、大分県別府市の別府国際観光港第3埠頭で、時速40キロメートルほどで走ってきた乗用車が海面に転落した。不動産経営者を名乗る男（当時47歳）は海面を泳いでいるところを救助されたが、彼の妻（当時41歳）、長女（当時12歳）、次女（当時10歳）は溺死した。救助された男・荒木虎美は、「自分と妻が交互に運転していたが、妻の運転中に自分が助手席で目を瞑っていた際に、運転していた妻の大きな悲鳴が聞こえ、目を覚ました時には既に自分は海中にいて、割れたフロントガラスから夢中で抜け出した」と説明した。
死亡した3人には、月々の掛け金が十数万円で死亡時の受取金額が計3億1000万円と、極めて高額の保険契約が結ばれていた。一方、父と折り合いが悪くいつもドライブを断っていた長男（当時15歳）は1件のみで、荒木本人には全く保険をかけていなかったことなどから、保険金殺人の疑惑が浮上した。荒木と妻は3か月前に結婚したばかりで、子どもたちと荒木には直接の血縁関係はなかった。また、荒木は1950年（昭和25年）に家屋に保険金をかけて放火した保険金詐欺で最高裁判所で懲役8年（恩赦により6年）の実刑判決を受けて服役した過去があり、ほかにも恐喝罪（1949年（昭和24年）に当時の妻とは別に関係のあった女性を鍼灸師に頼んで堕胎させたが、その鍼灸師を医師法違反などで恐喝した）や傷害罪（服役後に不動産業を友人と共同経営したが、その友人の妻と不倫関係になりトラブルを起こした）などを起こしていた。そのほとんどで否認して最高裁まで争っていたため、「九州一のワル」と呼ばれていた。荒木は運転していたのは妻だと主張したが、警察は荒木による保険金殺人を疑って捜査を始めた。
荒木は「妻の運転による事故である」として保険会社に保険金を請求したが、保険会社は「警察の事故証明がなければ支払えない」と拒否。警察は「事故が作為的なものかどうか結論が出ていない」と交通事故証明書の交付を拒否した。その頃から、保険金殺人の疑惑があるとマスコミがセンセーショナルに報道した。荒木は保険金殺人疑惑を報じるマスコミを巻き込んで、「死ぬかもしれない危険を冒してまで保険金殺人をするわけがない」、「できるというのなら、お前もやってみろ」などと保険金殺人を否定した。
12月11日、荒木はフジテレビ制作のワイドショー番組『3時のあなた』に生出演。背景には死亡した3人の大きな写真が飾られたスタジオセットで、司会者の寺島純子、ゲストの作家戸川昌子や大谷羊太郎を相手に身の潔白を主張するも、ゲストの発言に荒木は激怒し、席を蹴って退場した。この番組生放送終了後の同日17時50分にテレビ局裏で荒木は殺人容疑で逮捕された。
海中から引き上げた乗用車の調査や裁判での証人の証言から以下のことが明らかになった。
- 車の鑑定で妻の膝に付いた傷と助手席ダッシュボードの傷跡が一致[4][19]
- 車に付いている水抜き孔のゴム栓が全て取り外されていた[19]
- 車のダッシュボードにハンマーが入っていた[19]
- 事件当夜、事件現場前の信号機で停まっていた当該乗用車の運転席に被告人が座っていたとする鮮魚商の男性の証言[51]
- 「チャパキディック事件をヒントに家族に保険金をかけて車ごと海に飛び込み、自分だけ助かる手法で保険金を手に入れること」を荒木から打ち明けられていたとする刑務所仲間の証言[52]

しかし、これらは重要な証拠ではあるが、決定的直接証拠とまでは言えなかった。
1980年（昭和55年）3月28日、大分地方裁判所は荒木に死刑を言い渡した。荒木は控訴したが、1984年（昭和59年）9月に福岡高等裁判所は控訴を棄却して死刑判決を維持した。上告中の1987年（昭和62年）、荒木は癌と診断されて八王子医療刑務所に移監されたものの、1989年（平成元年）1月13日に癌性腹膜炎で死亡し、公訴棄却となった。
状況証拠しかなかったが、一審・二審とも死刑の判決が出されたのは、保険金という金銭的動機が容易に予想されたことだけでなく、荒木が裁判中に、不利な証言をした証人を罵倒するなどして、裁判官の心証を悪くしたためとも言われている。

## 「事故」発生

### 転落

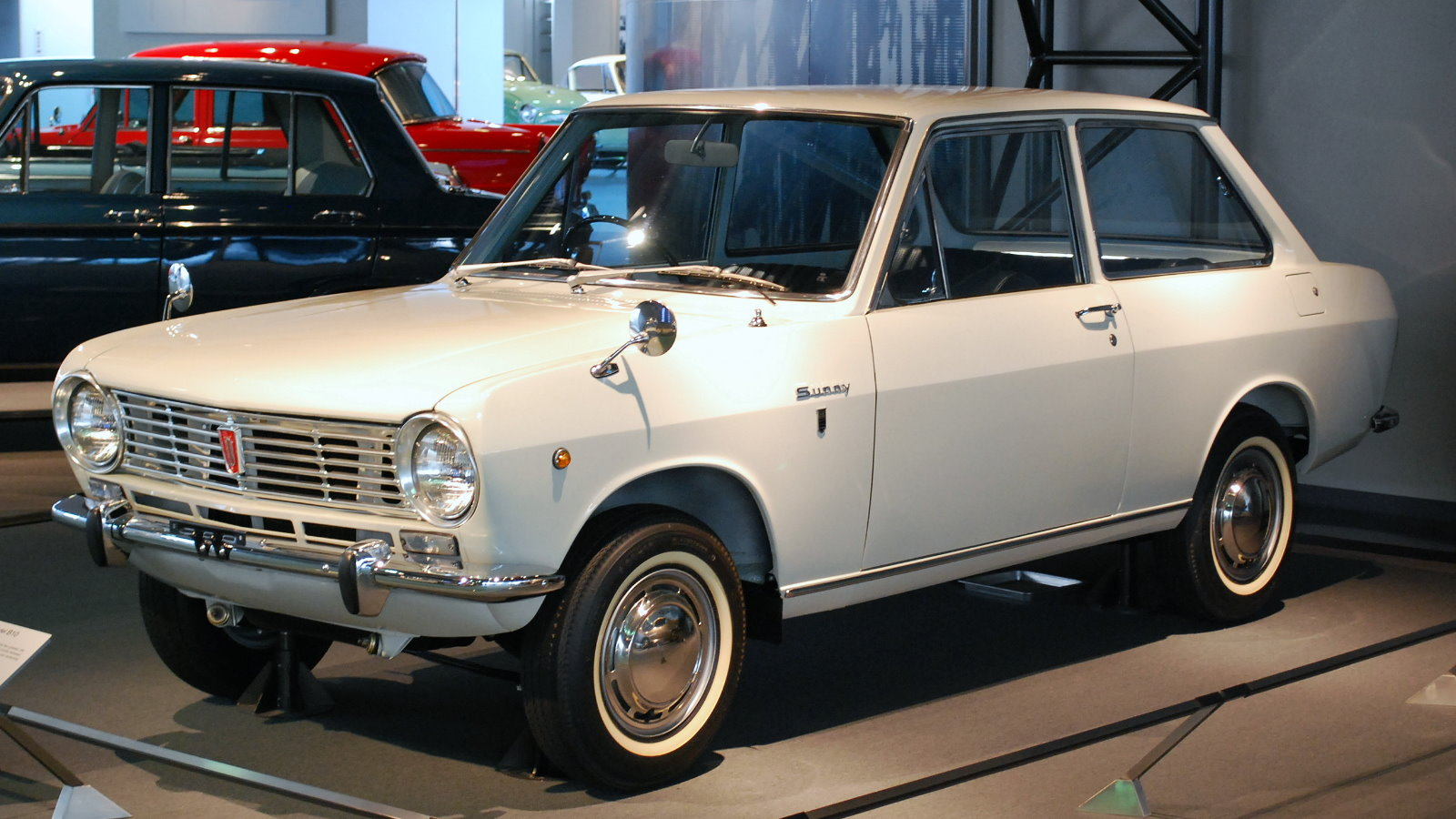
転落した車両の同型車（初代ダットサン・サニー）

1974年（昭和49年）11月17日22時ごろ、大分県別府市の別府港国際観光第3埠頭に白い日産・サニーが現れた。当日は小雨が降ったり止んだりしており、肌寒い夜であった。周囲の街灯は消えて薄暗かったが、周辺は釣り場として知られ、その日も7人が夜釣りを楽しんでいた。その釣り人らの目の前で、時速約40キロメートルで走行してきた車は、そのままブレーキをかける様子もなく海に飛び込み、瞬く間に別府湾に沈んでいった。
車が海に沈んで約5秒後、海面に一人の男が浮かび上がってきた。男は、岸に向かって泳ぎながら「助けてください」と叫んだ。釣り人らがたも網などを用いて男を引き上げると、男は「車内に家内と娘二人がいる」と訴えた。
22時10分ごろに釣り人の一人が110番通報し、通報を受けた別府警察署はただちにパトカーを現場に派遣するとともに、別府市消防署と大分県警察機動隊のアクアラング隊に出動を要請した。要請を受けて別府市消防署は消防署員4人を現場に派遣したが、県警機動隊からは、「夜はアクアラング隊は出動しないことになっている」として、朝まで待つようにとの返答であった。パトカーが現場に到着したときには、すでに男は救助されていた。「現場に残る。家内、子供を助けてくれ」などと言う男を救急車に乗せ、病院に搬送して検査を受けさせたが、両手の甲にかすり傷を負ったほかは異常はなかった。
一方、アクアラング隊の来ない現場では、消防署員が漁船から錨のついたロープを投入して転落した車に引っ掛けて引き上げようと試みていた。しかし、海中の様子も分らず当てずっぽうで投入しても、そううまくはいかなかった。見かねた見物人の一人が知り合いに連絡してダイバーを手配した。23時5分ごろ、到着したダイバーが潜水し、海中の車の様子を確認した。車は、岸壁から約11メートル離れた海面下8メートルの海底に、前頭部を岸壁側に向け、車輪を上にした上下逆さまの状態で沈んでいた。フロントガラスは完全に割れており、運転席側の後部座席の天井に2 - 3名が重なって沈んでいるのが確認された。
23時30分、警察が要請した民間のクレーン車が現場に到着した。ダイバーが車にロープをかけて引き上げようと試み、1度目はロープが切れて失敗したが、2度目で沈んでいた状態のまま引き上げることに成功した。ダイバーが報告した通り、車中の後部座席からは、下から男の次女・長女・妻の順に折り重なっていた3人の遺体が収容された。なお、助手席側の窓は全開、運転席側の窓は11.5センチメートル開いており、ヒールを履いた妻の右足が運転席側の窓の隙間から外に出ている状態であった。

### 父による説明
「事故」当日の23時ごろ、別府警察署刑事第一課強力犯係長が助けられた父・荒木虎美の収容先の病院を訪ねて事情を聴き、さらに23時50分には別府警察署への出頭を求めた。同署での事情聴取は翌11月18日3時ごろに終わり、荒木は一旦自宅に戻ったが、4時には再度出頭を求められて、捜査一課長も加わっての事情聴取が行われた。これに対して、荒木は、職業は「宅地造成業及び分譲業」であると名乗り、転落に至る経緯を以下のように説明した。
当日は日曜日だったので、以前から、関門橋に夜景を見にドライブに行く予定を立てていた。午前中に別件を済ませたあと、12時ごろに迎えに行くと、長女は友達の誕生日パーティーに呼ばれて不在だったが、以前から立てていた予定だったので呼び戻させ「親の言うことが聞けんのなら出て行け」と叱ると、長女も渋々同意し、受験勉強のある長男をのぞいた家族4人で13時過ぎに出発した。
行きは私が運転し、途中北九州市門司区の名門カーフェリー乗り場や和布刈公園に寄った後、17時25分ごろに関門トンネルを抜けて火の山公園に着いた。展望レストランで夕食を取り、18時20分ごろに帰路についた。帰りは妻が運転するといったが、市街地の運転は危ないので、下関市内を回った後に関門トンネルで九州側に戻ったところで妻と運転を代わった。妻は、シートを一番前まで出して、シートベルトを締め、補助クッションを背中に当てていた。
大分市内に入る頃に、妻が別府湾の夜景も見たいと言い出したので見に行くことにした。次女は後部座席に座ったまま眠り、長女も次女の膝に頭を乗せて眠っていた。私は、助手席でヘッドレストに頭を預けて目をつむっていたが、眠ってはいなかった。二度ほど右に曲がったすぐ後に、「あー、海！」だったか「あー！」だけだったか妻の声がし、その直後に海に転落した衝撃で体が前に押し付けられた。あわててドアを開けようと手探りで探したが見つけられず、目の前のフロントガラスが割れていたので、そこから車外に脱出した。

## 捜査

### 初動捜査
「事故」発生直後に現場に駆け付けた警察官は、目撃者から聞いた事故の状況や荒木の態度などに違和感を感じた。車はスピードを出したままブレーキもかけずに海に飛び込んでおり、実際に現場にはスリップ痕もなかった。荒木は妻が運転し自分は助手席にいたとやたらと強調し、また、妻子が車に残されているにしては荒木の態度は落ち着いていた。そして、数千万円の保険がかけられているという話を荒木自身が口にした。不審を抱いた警察は、別府署の捜査員、さらに県警本部から捜査1課、鑑識課を現場に派遣して調べにあたっていた。
「事故」の翌日の1974年（昭和49年）11月18日、業務上過失致死・道路交通法違反被疑事件として妻子3人の遺体が司法解剖された。死因は3人とも水死であり、以下の所見が得られた。
妻
- 創傷
  - 右鼻翼部に2か所

- 擦過傷
  - 右腕外側の肘近くに2条

- 皮下出血
  - 胸部右乳頭の約3.8センチメートル上
  - 右膝蓋骨下縁の約5センチメートル下
  - 右膝蓋骨上縁やや外側に2か所
  - 左膝蓋骨内側
  - 右上腕外側中央の右肘から11.5センチメートル
  - 右手背外側で小指のつけ根から1.5センチメートル中心側

- 頭髪剃毛の上で損傷の有無を精査したが著変なし

長女
- 鼓膜破裂
- 表皮剥離
  - 左手中指（小さなもの）

次女
- 鼓膜破裂
- 表皮剥離
  - 前頭部・左上肢・右足背に散在

- 皮下出血
  - 左下腿
  - 右下腿

同日、別府警察署は、同じく業務上過失致死の容疑で裁判所から許可を得て引き上げた車両の検証を行い、以下のような状況が確認された。
- フロントガラスは、窓枠の一部に破片が付着するほかは完全に破損している[91]
- ダッシュボードには、灰皿の手前からフロントガラスの方向に、灰皿をまたいで約5センチメートルの擦り傷があった[91]
- 助手席前、下方のグローブボックスの下側のふちが、2か所少しへこんでいた[91]
- 灰皿は外れており、車内に見当たらなかった[91]
- 運転席側の窓ガラスは11から12センチメートル開いており、助手席側の窓ガラスは全開で、ともに異常はなかった[92]
- シートベルトは運転席にのみ取り付けられており、正常に作動した[92]
- 運転席下にはハイヒール片方と女物のセーター、助手席前には防水用懐中電灯と男物の靴片方があった[93]
- グローブボックスは閉まっており、中には柄の長さ36センチメートル、頭部14センチメートルのハンマーがあった[93]

荒木に対しては、連日のように事情聴取が行われた。これに対して荒木は、夜に雨の中を時速130から140キロメートルで運転してきたため疲労が蓄積していたであろうこと、別府国際観光港第3埠頭は照明も消えて海面と路面の区別がつきにくかったことなどから、妻の過失による事故であろうと供述した。また、そうでないとすると、特に長男が荒木に反抗的で、妻は子どもと荒木の間で板挟みになっていたこと、荒木の女性関係に悩んでいたこと、病弱で生理外の不正出血があって子宮癌ではないかと不安を抱いていたことなどから、絶望し無理心中を図ったのかもしれないとも述べた。
しかし、警察は、妻による業務上過失致死の容疑での捜査を続けつつ、荒木による殺人の線での内偵捜査も進めていった。これは、荒木に対する最初の事情聴取で多額の保険が掛けられていることが判明したことに加えて、「九州一のワル」「犯罪のプロ」などと呼ばれていた荒木の経歴も理由であった。

### 被疑者
荒木虎美は旧姓を山口といい、1927年（昭和2年）3月9日、大分県南海部郡青山村（現：佐伯市）に生まれた。実家は1.7ヘクタールの田畑と山林を持つ比較的裕福な農家であった。後に妹が2人生まれ、3人兄妹の長男として育ち、幼い頃から秀才として知られていた。1943年（昭和18年）12月に津久見町立工業学校を繰り上げ卒業すると海軍に進み、指宿基地の整備士などをして終戦を迎えた。山口自身は、海軍飛行予科練習生となり特別攻撃隊に選ばれて指宿基地から2度出撃したがエンジントラブルで果たせず、終戦時は詫間基地で一等飛行兵曹だったと語っている。
山口は1947年（昭和22年）秋に隣村の娘と結婚し、1948年（昭和23年）に新制青山中学校の代用教員となった。生徒には人気があったが、1949年（昭和24年）2月、妻とは別に交際していた村の娘を妊娠させてしまい、佐伯市内でもぐりで堕胎をしていた鍼灸師に中絶させた。ところが、その際に娘が鍼灸師に強姦されたことを知ると、駐在所の巡査になりすまして「医師法違反と堕胎罪を世間にばらす」と迫り、この鍼灸師に堕胎費用として渡していた1500円のうちの800円を脅し取った。この事件が発覚して逮捕され、代用教員の職を失った。ただし、知人には、左翼運動で共産党に近づいたため思想犯として弾圧を受けたと話していた。村では山口に同情する声があがり、減刑嘆願の署名運動も行われたものの、同年末に懲役1年2月、執行猶予3年の有罪判決を受けた。
その後は別府市に移って精肉店を営むもうまくいかず、1950年（昭和25年）2月には火事で店が全焼した。この時、山口は保険金として16万2500円を受け取った。この火事は、山口による失火として処理されようとしていた。しかし、火事の2週間前に火災保険がかけられていることなどに別府区検察庁の副検事が疑問を抱き、放火罪と保険金詐欺で起訴された。山口は失火は認めたものの放火と保険金詐欺については犯行を否認して最高裁まで争ったが、火災発生時に山口が店にいたという目撃者が現れたことなどから最終的に懲役8年の実刑判決を受けて服役した。この時も山口は、反権力活動に邁進していたのが権力側に目障りになったためでっち上げられたものと主張した。なお、この裁判では、保釈中に青山村の郵便局に忍び込んで為替用紙を盗み証書を偽造したとして逮捕され、放火事件と併合審理されている。
山口はサンフランシスコ講和条約発効の際の恩赦により減刑されて5年半で仮出所すると不動産業を始めた。しかし、その後も1966年（昭和41年）4月に公文書偽造・同行使事件（懲役1年6カ月、執行猶予5年）、1967年（昭和42年）7月には不動産業の共同経営者の妻との不倫トラブルに絡んで婦女暴行、傷害、脅迫事件（懲役3年6カ月）を起こして服役し、1972年（昭和47年）11月に宮崎刑務所を出所した。さらに、1973年（昭和48年）1月には恐喝未遂事件を起こし、転落事故当時は、懲役6カ月の判決を受けて上告しており、保釈中の身であった。
山口は、最初の妻との間に2人の子どもをもうけたが、火災保険詐欺の裁判で不利な証言をしたことに激怒して1960年（昭和35年）に離婚していた。その後、離婚した妹の娘を「子連れでは再婚に差し支えるだろう」と養女としていた。1972年（昭和47年）11月に宮崎刑務所を出所した山口は、別府市内で不動産ブローカーとして生計を立てた。といっても、不動産業として県知事の認可を受けたものではなく、不動産取引に口をはさんでは仲介料や手数料をせしめるものであった。そのような中、山口は生活保護を受給しながら3人の子どもを育てる未亡人と知り合い、約1年の交際を経て1974年（昭和49年）8月1日に籍を入れた。子どもたちへの配慮から山口が婿養子の形で妻の戸籍に入って荒木姓を名乗り、あわせて、その連れ子3人とも養子縁組を結んでいた。
荒木は、あらゆる裁判において起訴事実を否認し、最初の恐喝事件以外のすべての裁判で最高裁まで争っていた。このため、九州の司法関係者の間では「九州一のワル」「犯罪のプロ」などの名で知られていた。荒木虎美と言われてもピンとこなかった捜査員も、彼の顔を見、旧姓が山口と知って身構えた。

### 疑惑
こうした荒木の経歴に加えて、調べれば調べるほど荒木の周辺からはさまざまな疑惑が浮上した。
| 保険会社 契約日        | 被保険者              | 災害死亡時の 受取保険金 | 受取人                                                                 | 保険料       |
| ---------------------- | --------------------- | ----------------------- | ---------------------------------------------------------------------- | ------------ |
| 住友生命 9月2日        | 長男 長女 次女        | 3000万円                | 荒木の姪（養女）・長女・次女 荒木の姪・長男・次女 荒木の姪・長男・長女 | 月額51,540円 |
| 協栄生命 9月10日       | 長女 次女             | 3000万円                | 荒木の姪・次女 荒木の姪・長女                                          | 月額21,000円 |
| 大同生命 9月13日       | 妻 長女 次女          | 4000万円 2000万円       | 荒木の姪・次女 荒木の姪・長女                                          | 月額29,756円 |
| 第一生命 10月2日       | 妻                    | 6000万円                | 荒木の姪・次女                                                         | 月額31,220円 |
| 安田火災海上 10月12日  | 妻の車 （搭乗者保険） | 一人500万円             | 法定相続人                                                             | 年額33,720円 |
| 安田火災海上 10月12日  | 長女 次女             | 1000万円                | 荒木の姪                                                               | 年額16,000円 |
| 千代田火災海上 11月5日 | 妻の車 （搭乗者保険） | 一人500万円             | 法定相続人                                                             | 年額29,820円 |

多額の保険加入
荒木が事故当日の事情聴取で数千万円の保険に入っていると話していた通り、調べを進めると多数の保険に加入していることが判明した。
荒木は「事故」の前年1973年（昭和48年）の6月ごろから複数の保険会社を自ら訪ねては保険の相談をしていた。6月13日ごろには搭乗者1名につき500万円・1事故につき最高2500万円の搭乗者傷害保険に加入したものの、これは翌月に「馬鹿らしいからやめた」と保険料を払わなかったため失効した。しかし、その後も11月ごろまで複数の保険会社から保険に関する説明を受けている。
結婚直前の1974年（昭和49年）7月ごろから再度保険会社を訪ねて妻子を保険に入れたいと相談するようになる。そして、8月1日に結婚すると、9月2日から次々と大口の保険に加入していった。保険会社からの保険内容の説明に対して、荒木は被保険者が死亡した場合に関する質問を繰り返した。また、子どもが被保険者であるからと貯蓄型を薦めた保険会社もあったが、荒木は貯蓄型には目もくれず、全て保障型ないし掛け捨てで契約した。一方で、一家の大黒柱であるはずの荒木自身については、「すでに他社で十分な保険に入っている」などとして加入していない。保険会社の中には、保険金詐欺に利用されるのではないかと訝しむ会社もあったといい、実際、審査に時間がかかったことに荒木が抗議して申し込みを取り消したものもあった。
保険料の支払いは、月払い・半年払い・年払いと様々であったが、月あたりに平均すると13万円であった。これは当時の国家公務員の初任給の2か月分に相当し、荒木の収入に比してあまりに過大と思われた。最終的にこの「事故」で3人が死亡したことにより支払われる予定の保険金は3億1000万円にのぼっていた。「事故」が起きたのは、総額が3億円を超えることになった最後の保険契約から12日後のことであった。受取人は、契約上は荒木の姪が1億4000万円、長女が3500万円、次女が8500万円、長男が2000万円であったが、妻・長女・次女が死亡した結果、相続人である荒木が1億4600万円あまり、荒木の姪が1億4000万円、長男が2300万円あまりを受け取る計算となっていた。
結婚に至る経緯
荒木は、1972年（昭和47年）11月に宮崎刑務所を出所して別府市内に借家を借りると、翌1973年（昭和48年）6月ごろから結婚相談所、福祉事務所などを訪ねるようになった。荒木は「子どもが大好きで、自分の子どもはもう大きくなったので、母子家庭の子どもたちに父親の味を知らせてやりたい」、「子どもは多ければ多いほど良い」などと言って適当な女性を紹介してくれるよう頼んでまわった。結婚相談所からは1人の女性を紹介されたが相手から断られ、その後は紹介すること自体を断られた。福祉事務所では荒木の本心を疑い、はなから取り合わなかった。福祉事務所の分室で紹介された民生委員宅を訪れた際には、「子供がそんなに好きなら、未亡人の人と限定しないで、子供会で色々と行事もあるので、そのような時に参加したらいいのではないですか」と言われたものの、荒木は「いや、未亡人の家庭でないと困る」と即答している。
その民生委員から自治委員を紹介され、7月ごろに後に妻となる未亡人を紹介された。彼女は同年5月に夫を亡くし、生活保護を受けながら3人の子どもを育てていた。荒木は、彼女が運転免許を持っていると知ると急接近し、9月には彼女らの住む借家から路地を挟んだ向かいのマンションに引っ越し、ドライブに誘ったりプレゼントを贈るなどして歓心を買った。そして、1974年（昭和49年）3月に「私はかなりの不動産を持っている。子供の養育費ぐらいなんとでもなる」などと言ってプロポーズし、8月1日に結婚した。この時、二人を紹介した自治委員に婚姻届の保証人を依頼したが、荒木のことを「アレ」と呼ぶなど毛嫌いしていた長男が二人の結婚に反対していることを知っていた自治委員は断ったため、荒木の妹夫婦を無断で保証人として婚姻届を提出している。
結婚生活
3か月半の結婚生活も奇異なものだった。結婚式は行われず、妻の親族へ挨拶に行ったのは11月3日になってからであった。2人は結婚後も結婚前と同様に別居を続け、荒木に用があるときに妻をマンションに呼びつける生活であった。近所の住民も、妻の職場の同僚も、妻が結婚したことを知らず、知っていたのは結婚によって生活保護を打ち切られたという情報を伝えられた自治委員くらいだった。また、荒木も姪をはじめ自らの親族に結婚したことを知らせていなかった。
子どもたちは新しい父になつかず、荒木のことを「アイツ」「あの人」などと呼んでいた。妻は生前「そのうち、お父さん、と絶対に呼ばせて見せる」と話していたが、特に長男は荒木のことを「あれ」と呼び反抗的な態度をとっていた。荒木らは「事故」以前にもたびたび家族でドライブに出かけているが、長男は一度も参加していない。
一方、子ども好きと言っていた荒木も、子どもたちに対して父親らしく振る舞うでもなかった。妻の親族にあいさつした際には、「何も財産のないところに養子に入ったのですから、誰も何も（文句は）言わんでしょう」と言って居丈高に振る舞い、妻の姉から長男を高校に行かせるのかと問われて「頭の悪い子を学校にやってもしょうがない。大工か左官にした方がましじゃ」と答えている。
多数の愛人の存在
荒木は、後の裁判で明らかになっただけでも、妻のほかに3人の女性と同時進行で交際し、結婚後も関係を続けていた。
1人は熊本出身の46歳の女性で、離婚を経験した後に別府市内で小さな飲食店を切り盛りしていた。荒木とは1973年（昭和48年）7月に知り合い、秋には熊本の養母にも紹介している。
別の1人は結婚25年で3人の子を持つ45歳の人妻で、かつて別府市内でホステスをしていた時に店の常連だった荒木と知り合い、1973年（昭和48年）9月に再会してから深い関係となった。1974年（昭和49年）4月には約20日間をかけて四国・九州をドライブ旅行している。さらに、荒木に自宅を500万円で買い取ると言われて権利書を渡し、一銭も受け取っていないにもかかわらず言われるがままに領収書を書いている。
最後の1人は鹿児島県指宿市に住む38歳の電話交換手の女性で、戦争中に荒木が海軍航空隊時代に下宿していた家の娘であった。その当時はまだ小学生だったが、1974年（昭和49年）4月に荒木が突然この下宿先を訪れて再会していた。荒木は彼女が独身だと知ると猛アピールし、ほどなく彼女が荒木のマンションを訪ねて夜をともに過ごすようになった。荒木は、夏に指輪を贈ってプロポーズし、「事故」の1か月前には彼女の職場の上司に会って結婚したい旨を伝えている。この指宿の女性は、飲食店の女性の存在を知り「約束している女性がいるのなら同じ女性としてその人を不幸にしたない」と書き置きを残して去ったが、荒木は慌てて電話で「飲食店の女とは何でもない。昔はいろんな女と同棲もしたが、そんなことはもう卒業したから、自分のことを信じてくれ」などと伝え、週末には車を飛ばして指宿まで行って「ここで、貴女をあきらめると、自分は一生後悔することになると思って、千里の道を飛んできたんだ」などと言って信用させた。荒木が結婚していたことを彼女が知ったのは、「事故」後の新聞報道によってであった。
荒木の妻は、結婚前、荒木のマンションに頻繁に女性が出入りするのを知って結婚をためらっていたが、荒木は「ああいう女とは、単なる遊びだ。自分が本当に好きなのは、シロウトのあんただけ」などと弁解していた。
「事故」前後の言動
そのほか、「事故」前後には荒木の不自然な言動も多々見られた。荒木は、「事故」直後に姪に病院まで着替えを持ってこさせているが、その際に別の車のトランクに入っている封書をすぐに焼くように命じている。この封書は荒木が事前に書いていた遺書であったが、絶対に開けないよう強く命じられた姪は、指示通り開封せずに焼却した。この遺書は、万が一計画が失敗して荒木が死んだときに、姪が保険金を受け取れるよう指示する内容が書かれていたのではないかと疑われた。
11月19日に執り行われた母子3人の葬儀には、夫であり父である荒木は出席せず、葬儀当日の会場に少しだけ顔を出しただけであった。その際に妻の親戚から「あんた、わざと飛び込んだんじゃないのか」などと厳しい口調で問い詰められる場面があったが、荒木は涙一つ見せずに激しくやりあい、それを見ていた長男は「あいつはすかん」とそっぽを向いたという。その後、残された長男は、荒木と顔を合わすこともなく長崎県の祖父母に引き取られた。
また、転落車には、運転席にだけシートベルトが後付けで取り付けられ、車体の水抜き孔のゴム栓は取り外されていた。
これらから警察は、偽装結婚による保険金殺人の疑いを抱き、連日荒木の事情聴取を続けた。マスメディアも、高額の保険金や荒木の女性関係をこぞってとりあげた。しかし、これらは状況証拠ばかりであり、「事故」が荒木の犯行であるとする直接的な物的証拠はなかった。
これに対して荒木は、テレビの取材や新聞・雑誌のインタビューにも積極的に応じて自らの潔白を主張した。運転していたのは妻であり、転落は単なる事故か、あるいは妻の自殺であろうと繰り返し主張した。数々の疑惑については、「保険は子供たちの将来の学費のために入った」、「私が入らなかったのは保険が大嫌いだから」、「だから私は受取人にもなっていない」、「妻子と同居しなかったのは子供たちとの関係の悪化を避けるため」、「葬式に出なかったのは、妻の身内から何時間も攻められたことから、私の身内と相談して出ないことにしたもので、この疑いが晴れたら供養するつもり」などと説明した。さらに、子連れの未亡人と結婚しようが多数の保険に加入しようが、それらは事故か殺人かという刑事問題とは次元の違う私生活の範疇であり、警察やマスコミは3億1000万円の保険金を受け取ることに嫉妬しているだけだと主張した。そして、「年収700万円の私にとっては月々13万円の掛け金は何と言うことはない」と語ったあとには「まあ、警察官や新聞記者の給料じゃ無理だろうがね」と続け、「私はたまたま助かっただけで、もしかしたら死んでいたかもしれないのに、計画的にこんなことができるわけがない」と主張したあとには「できると思うなら、あんたらも飛び込んでみたらどうだ？」とニヤリと笑って付け加えた。マスメディアは、荒木の雄弁に、また人もなげに語るさまを「荒木節」と呼んで面白がった。

### 逮捕

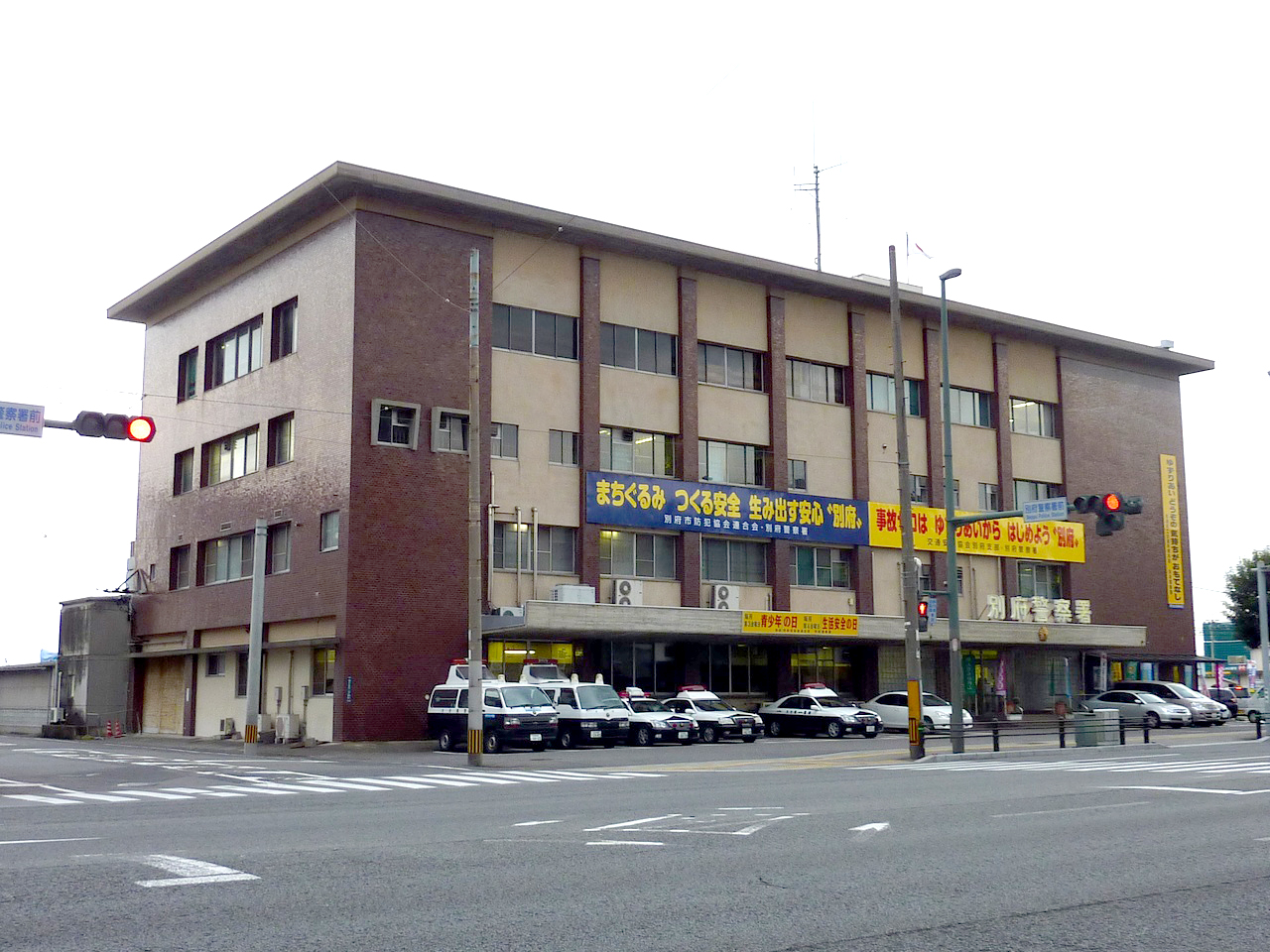
当時の別府警察署

事故から10日後の1974年（昭和49年）11月27日、荒木は別府警察署交通課を訪れて、保険金の請求に必要な事故証明書の交付を求めた。警察は「事故が作為的なものか調査中で、まだ結論が出ていないので事故証明書は出せない」などとして交付を拒んだ。荒木は、「事故証明書は事故があったかどうかを証明するもので作為的であったかどうかとは無関係だ」などと執拗に抗議したが、警察は頑なに拒否の姿勢を崩さなかった。
12月4日、フジテレビはすっかり有名人となっていた荒木をワイドショー『3時のあなた』のスタジオに招いて出演させた。荒木も、自分の無実と警察の横暴を訴える場としてこれに応じていた。当日、荒木は「私は妻の運転する車に同乗して、危うく命を失いかけた被害者で、愛する妻子を一挙に失った哀れな夫、父親なんです」と訴え、車から脱出した様子を身振り手振りで説明した。テレビでの派手なパフォーマンスを終えて別府に戻った荒木のもとには多くの報道陣が集まり、荒木はそこでも滔々と自らの主張を語った。気をよくした荒木は、9日に再度事故証明書の交付を求めて別府警察署を訪ねた。しかし、警察署の対応は前回と変わらず、あっさりと拒否された。
警察は、この時点ですでに荒木逮捕の方針を固めていた。12月4日に九州大学の牧角三郎教授に依頼して法医学鑑定を実施し、6日には鑑定書が届いていた。牧角教授は、母娘3人の解剖所見と事故車の状況を検討し、運転席にいればハンドルがあるため胸部に強いショックを受ける一方で前方の構造物に衝突する可能性はないとしたうえで、「妻の右上腕部の皮下出血は、右半身が先行する形でダッシュパネルに衝突して出来たものといえる」、「妻の右ひざ下と左ひざ内側の皮下出血はグローブボックスのへこみと一致する」などから、事故時に妻は助手席におり、運転していたのは荒木であると鑑定した。さらに同じ12月6日に、かつて宮崎刑務所で荒木と同房だった受刑者から、荒木が保険金殺人を計画していたという証言も得ていた。この同房者によると、荒木は入所時や出所後にエドワード・ケネディの交通事故を引き合いに出して「あれは運転していた者が言いさえしなければ、交通事故の一種だ。過失によるものか、計画的なものか、自殺かどうかもわからんから、罪に問われん」、「イチかバチか、自分の身を掛けてしなければ、金儲けはできない」、「車や人に保険をかけて、海に飛びこむのが確実な儲け方で、自分が助かれば保険金が入る」などと語っていたということであった。12月9日夜、別府警察署はこれらをもとに別府簡易裁判所に荒木の逮捕状を請求。翌10日付で発付を受けた。

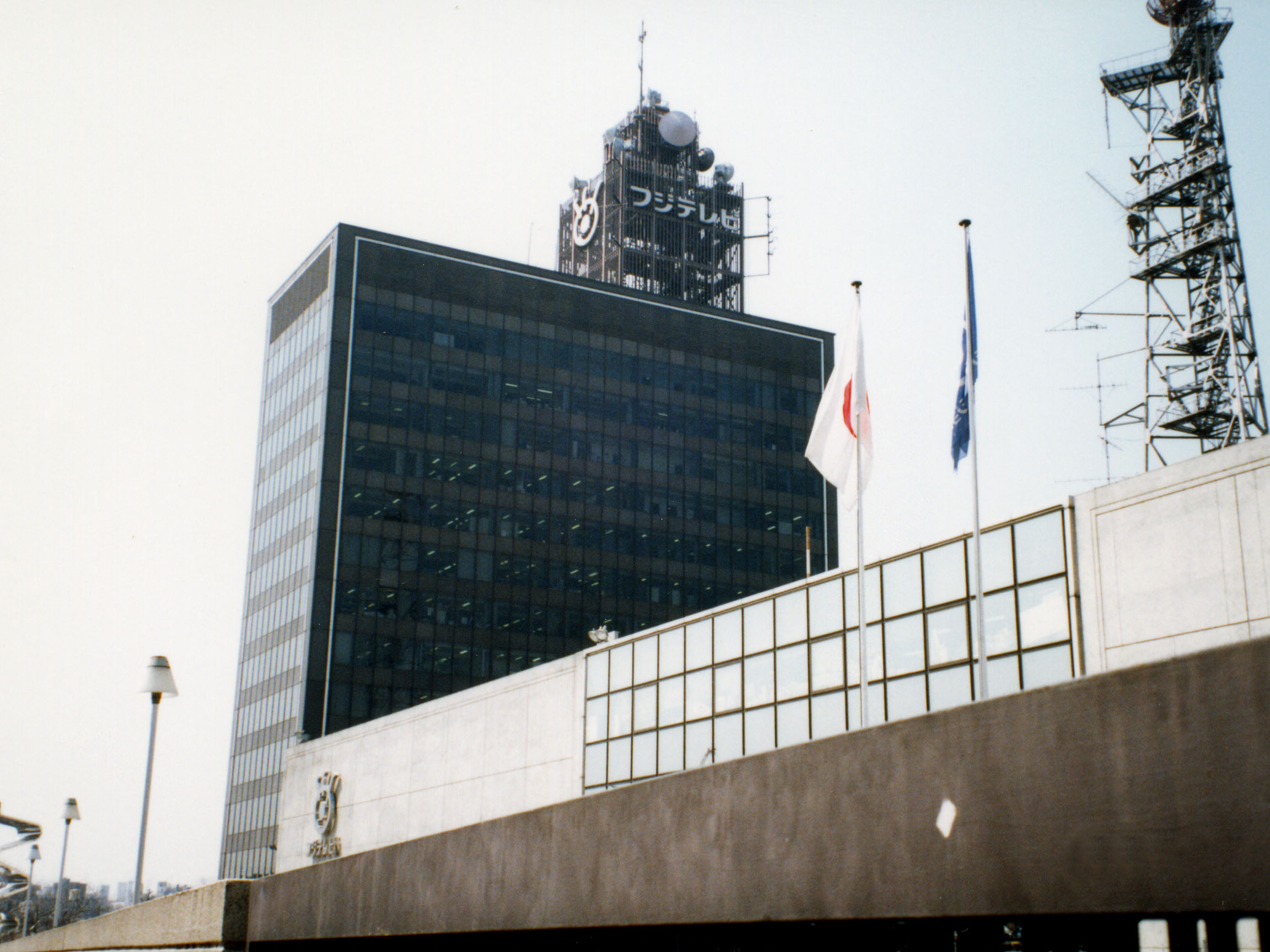
当時のフジテレビ本社

12月11日、荒木は再度『3時のあなた』に出演した。これは、荒木の方から出演を持ちかけたという。荒木はこの日も自らの潔白を饒舌に語っていたが、司会者の寺島純子やゲストの戸川昌子・大谷羊太郎から「事故」の目撃者の証言と荒木の説明の矛盾を質問されると、「証言者が何人いようと、そんなのはみんなウソだ」、「そんなに私の言うことが信じられないのなら、あなた、自分で水中に飛び込んで、実験してみるがいい！」などと怒鳴り散らして席を立った。
荒木をはじめ番組出演者は知らなかったが、当日の全国紙夕刊の東京版には荒木の「逮捕状請求」を報じる記事が掲載された。荒木は、スタジオから退出後もスタジオ裏で『小川宏ショー』の露木茂などの記者からインタビューを受けて自らの主張を強弁していたが、その場で警察が逮捕に向けて動いていることを知らされると「予想していたことだ。逮捕は警察の都合だ、国家権力の陰謀だ」と語った。同日17時50分、荒木は、フジテレビを出たところで警視庁の捜査員に殺人容疑で逮捕され、翌12日に大分へ空路で護送された。荒木は、護送中のインタビューに「まあ、これからの裁判を愉しみに見ていて下さい」と答え、集まったやじ馬に向けては「こんな事故が、裁判になるものか。おれはぜったいにシロだ！」などと叫んだ。
12月13日、別府警察署は大分地方検察庁に事件を送致した。

### 起訴
逮捕・送検はしたものの、別府警察署・大分地方検察庁は、公判を維持する上で荒木を犯人とする直接的な証拠が不足していると認識していた。大分地検の検事正は、「5~10年の刑ならば、状況証拠だけで裁判所の判断にまかせることも出来るが、今回のように死刑か無期かという事件では、厳密な証拠が要求される」として、「起訴できないということが絶対にないとは言えない」と語っている。大分地検は、所属する8人の検事のうち7人でこの事件を担当したことに加え、福岡地方検察庁からの応援を得て、大分地検はじまって以来最大級の布陣で慎重に捜査を進めた。
一方の荒木は、旧知の木村一八郎弁護士に弁護を依頼した。木村は、1949年（昭和24年）の恐喝事件で荒木の弁護を担当したのに始まり、1950年（昭和25年）の放火詐欺事件・1973年（昭和48年）の恐喝未遂事件でも荒木の弁護にあたっていた。木村のもとには荒木の弁護から手を引けという脅迫状が全国から数十通届いたが、木村弁護士は、「本人の自供がないかぎり、公判で十分たたかえると確信している」、「公判の段階で、警察が出してくるもろもろの証拠をつぶしてゆく自信はある」などと語り、荒木の弁護に自信を見せた。荒木自身も、取り調べでは完全否認を貫き、「物証がなくて、どうやって公判を維持できるのか」などと高圧的な態度を崩さなかった。荒木を担当した若手の検事は、「九州一のワル」などと呼ばれる荒木の取り調べに緊張し、神経性の下痢になったという。また、荒木は、自らの主張をまとめた長文の手記を週刊誌に送り付けたりもした。
12月21日、警察は重要な目撃証言を得た。目撃者は別府市内に住む鮮魚商で、「事故」があった11月17日の22時ごろに白いサニーが事故現場に向けて走っているのを目撃しており、運転していたのは50歳前後の大柄な男だったと証言した。鮮魚商はこの2年前に子どもがひき逃げ事故にあっていたが、犯人は不明のままとなっていた。このため警察に対して不信感を抱いており、この目撃情報を警察に話すことはなかった。年末の繁忙期に何度も事情聴取されたら商売に影響するという思いもあった。しかし、12月13日にあった忘年会の席上でこの「事故」が話題に上り、荒木が「運転していたのは妻」と主張していることについて「あの夜、虎美が運転しているのを見た」と口を滑らしたことを警察が聞きつけ、熱心な説得を受けて聴取に応じた。鮮魚商によれば、「当日国東町の妻の実家から妻子を乗せて自宅に向かっている途中、日出警察署の前の三差路から国道10号に入ったところで白色の日産・サニーと出会った。途中、信号待ちの時に隣になったサニーの運転席を見ると、荒木とよく似た男が座っていた。22時ころ、サニーは別府国際観光港に向かって左折していった」という。

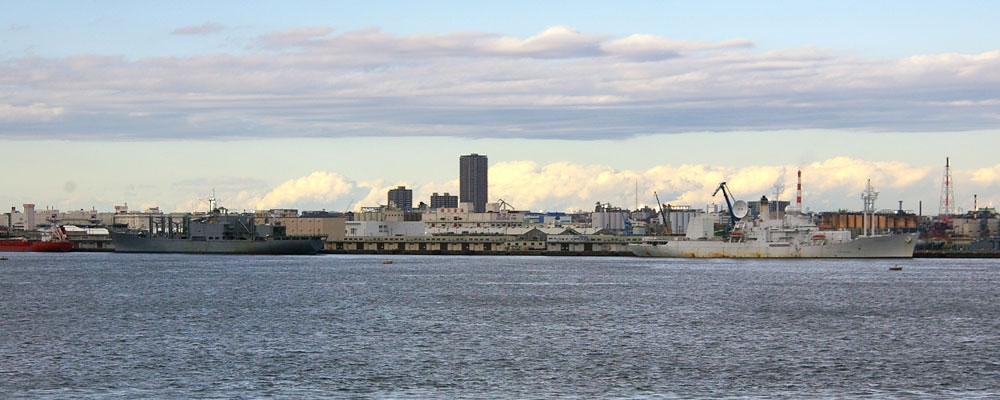
転落実験が行われた横浜港瑞穂埠頭の在日米陸軍横浜ノース・ドック

12月26日には、警察庁科学警察研究所が横浜港で転落実験を行った。4台のサニーを準備し、運転席または助手席にダミー人形を乗せ、妻子の体重と同じ砂袋をそれぞれの乗車位置に乗せて、時速40キロメートルで岸壁から転落させ、転落・沈没の様子を陸上と海上および海中から7台のビデオカメラなどで撮影して検証した。3台のうちの2台には車内にもビデオカメラを設置した。この実験によって、以下の結果が得られた。
- 着水から水没までは約15秒[206]
- 1号車・2号車の海中の様子はヘドロで確認できなかったが、3号車は着水後約45秒後でも海面に垂直になっており、約65秒後には天井を上にしたあおむけの状態になっていた[207]
- フロントガラスは着水の衝撃では割れず、ヘッドレストやダミー人形の頭部が衝突したために割れたと思われる[208]
- 転落時、シートベルトを締めてハンドルを強く握っていれば、運転者はほとんど受傷しない[177][203]
- 助手席に乗せたダミー人形の足に、妻の足に見られた傷と酷似した傷がついた[177][203]

こうした捜査を経て、年が明けた1975年（昭和50年）1月2日、大分地検は本人否認のまま荒木を殺人罪で大分地方裁判所に起訴した。

## 第一審

### 私選弁護人の辞任
1975年（昭和50年）3月17日、大分地方裁判所で初公判が開かれた。検察側の「母子家庭を物色して（妻）と結婚し、その翌日から妻子に多額の保険金をかけ、妻子を交通事故を装って殺害し、保険金を詐取しようと計画。妻子三人をドライブに連れ出して自分の運転する車で海中に転落し、妻子を溺死させた」とする起訴状の朗読に対して、荒木は「ヘタな作文の棒読みはやめろ！」と声を上げ、続く罪状認否では「下司のかんぐりだ。人権侵害もはなはだしい」と全面的に否認した。初公判後、大分地方検察庁検事正は「検察側としては、最大のポイントである荒木の運転による殺人の実行行為を立証して見せる。裏付けとしては、牧角三郎九大教授と松倉豊治阪大名誉教授の鑑定書、横浜での転落実験データ、さらに目撃者の証言で組み立てていけると思っています」と自信を見せ、木村弁護士は「荒木は無罪です」、「新聞や一部の週刊誌を使って世論を荒木が殺人犯のようにもっていこうとする。こんなことは許されるべき事ではないんですよ」と語気を強めた。
しかし、4月16日に行われた第2回公判で、木村弁護士は、ほかの事件も多数抱えている中でこれほどの大事件を一人では担いきれないと弁護人辞任の意向を示した。当時木村弁護士は71歳。井上正治弁護士や大分県弁護士会副会長の浜田英敏弁護士などに声をかけて弁護団の結成を目指したが、資金不足から断念したという。
裁判所は急遽国選弁護人を選任することとなり、大分県弁護士会の推薦した7名の候補のうち2名が辞退するなど難航したものの、山本草平・徳田靖之・小林達也の3弁護士を5月27日に国選弁護人に選任した。荒木は「（木村）先生がやって死刑になるならあきらめる」が「国選弁護人は信用しない」と言い、選任された弁護団に「法廷において出来ること（すなわち書証の認否や証人尋問など）は、被告人自身でもってやるから、先生がたは何もしていただかなくて結構です。そのかわり法廷で出来ないこと（身柄を拘束されている被告人に出来ないこと）のみをお願いします」と言い放った。また、木村弁護士同様、国選弁護人のもとにも「なぜあんな悪党の味方をするのか」、「この先弁護を続けるなら、お前を殺すぞ」といった電話や脅迫状が届いた。

### 運転者に関する審理

#### 牧角鑑定・松倉鑑定
検察側は当初、起訴状に沿って、犯罪全体の順を追った立証を行う方針であった。しかし、弁護側は、公平で迅速な裁判をおこなうため実行行為に関する証人調べから行うべきと主張し、裁判所もこれに同意した。裁判で主要な争点となったのは、「転落時に運転していたのは荒木か妻か」、そして、「荒木が運転していたのを見たという鮮魚商や犯行計画を聞いたという元同房者の証言は信用できるか」であった。「事故」現場での現場検証、東京へ出張して横浜港での海中転落実験の鑑定書審理などを行った後、1976年（昭和51年）6月21日の第12回公判から九州大学教授の牧角三郎に対する証人尋問が行われた。
牧角教授は鑑定書と尋問で、乗員の負傷の大部分は着水時の衝撃で生じるとし、妻の下肢の傷と助手席前荷物棚下縁部にあるへこみが一致することから、妻は助手席に乗っていたと判断できると証言した。しかし、弁護人から、鑑定書に「荷物棚の縁には新しい変形部が二カ所認められる」とある点について、なぜ荷物棚のへこみが新しいもので海中転落時にできたものと分かるのか問われると返答に窮し、その他の点でも証言は二転三転した。牧角鑑定について、検察側は「死体の傷が、すべてを物語っており、目撃証言が加われば、荒木の犯行を疑う余地はない」と評価したが、弁護人は「乗車位置の鑑定は、法医学の領域を超えたもの」、「写真鑑定だけで傷の新旧は論じられない」などと評した。また、荒木は妻の両膝の傷は、関門海峡の火の山展望台にある急な階段で転んだ時のもので、事故の前にできたものだと主張し、牧角教授に対して「良心的な学者なら、こんな鑑定は、不可能とことわるべきだ」と批判した。
一方、7月19日の第14回公判で証言した兵庫医科大学教授の松倉豊治は、「妻の下肢の傷は荷物棚にあたってできたものであり転落時に妻は助手席にいた」とする鑑定結果こそ牧角鑑定と同じであったが、妻の傷は着水前に受傷したものと鑑定した。すなわち、離岸直前にハンドルを左に切ったために生じた遠心力による「前方向もしくは右前方向」の衝撃により生じたものであるとした。しかし、松倉教授は、後の第44回公判になって、突如、着水時の衝撃により生じたものと自らの証言を覆したが、同公判で弁護人から転落実験の結果からは着水時の衝撃はそれほど大きくないと指摘されると、車両が離岸する瞬間の減速衝撃によって受傷したとさらに証言を翻した。そして、検察官から妻の傷が着水以後の衝撃で生じた場合はどうなるのかと問われると、「前提が変わるのであるから、もう一度検討をやり直さなければならない」と答えた。

#### 目撃証言
1976年（昭和51年）9月13日の第16回公判と翌日の第17回公判には、「転落現場に向かう日産サニーを見た。運転していたのは男だった」などと証言していた鮮魚商が証人として出廷し、運転していた男は荒木に「よく似ている。九分九厘似ている。間違いないと思う」と証言した。
鮮魚商は、サニーに注目した理由を捜査段階では「前を走っていたから」と話していたが、公判では弁護人の「車を運転していれば毎日無数の車とすれ違ったり並走するのに、その車の運転者に興味を持ったのはなぜか」との疑問に「友だちの車に似ていたから」と答えた。弁護人はさらに、鮮魚商は警察では「荒木に酷似した男だが、断定はできない」と述べたのに対し、検察では「確かに似た男だった」と述べ、法廷では「間違いないと思う」と微妙に表現が変わっている点を問いただし、荒木自身も被告人席から身を乗り出して横顔を見せつけながら「あなたが見たというのはこの私か」と迫った。弁護側の執拗な追及に、かえって鮮魚商は「いや絶対にあんた本人だ。あの夜のあんたの顔を忘れることはできない」と叫ぶように断定した。荒木は公判後の9月22日、鮮魚商を偽証罪と誣告罪で大分地検に告訴した。
鮮魚商は公判では迷惑がかかるからと友人の名前を明かさなかったが、検察は所有者と車両を特定して9月20日に写真撮影した。その車両は、1969年式のサニー1000・2ドアであった（転落した車両は1968年式）。ただし、その写真を証拠申請したのは約2年半後の1979年（昭和54年）3月19日で、光の反射により車両の色がはっきり分からないものであった。なお、当該車両は1977年（昭和52年）3月22日に廃車されており、色は青だった。鮮魚商は、後の第58回公判にも呼ばれてその場で友人の名を明かしたが、弁護人は「ふつう人は、車を色でおぼえるが、所有する車種や年式を知りながら、色をまちがえるなどまったく不自然である」と指摘している。

### 法廷外の雑音

#### 裁判所長の反論文
1976年（昭和51年）9月、大分合同新聞に一通の読者からの投書が掲載された。それは、仮に荒木が助手席にいたとしても運転席の妻をはねのけてハンドルを操作することはできたはずだとして、「どうして捜査当局は荒木の運転席問題にとらわれすぎるのだろう。荒木が助手席に座っていたとしても何もこの事件の解決にかかわりないと思う」と裁判の推移に疑問を呈するものであった。
これに対して、大分地方裁判所の西村法所長が、同じ大分合同新聞に意見を寄せた。西村所長は、「荒木が運転席の妻をはねのけておいて、ハンドルを操作して犯行を実行したのかどうかということ自体が、犯行の具体的状況として、法廷で証拠により立証されなければならない」として「荒木が座席のどちらかに座っていてもどちらでもよいという問題ではない」と反論し、「いかに凶悪な事件を起こしたとして起訴された被告人であっても、法廷で証拠により有罪が立証されなければならないことはいうまでもなく、このような被告人でも、法廷のルールに従っている限り、法は平等に適用されなければならない」と説いた。
法廷で転落時に運転していたのが荒木か妻かが争われているさなかに、当該裁判所の所長の事件に関する意見が発出されたことは波紋を呼んだ。大分地検の検事は裁判所の意図を訝しみ、世間でも荒木無罪もありえるとのムードがにわかに広がった。

#### 「カミカゼ実験」

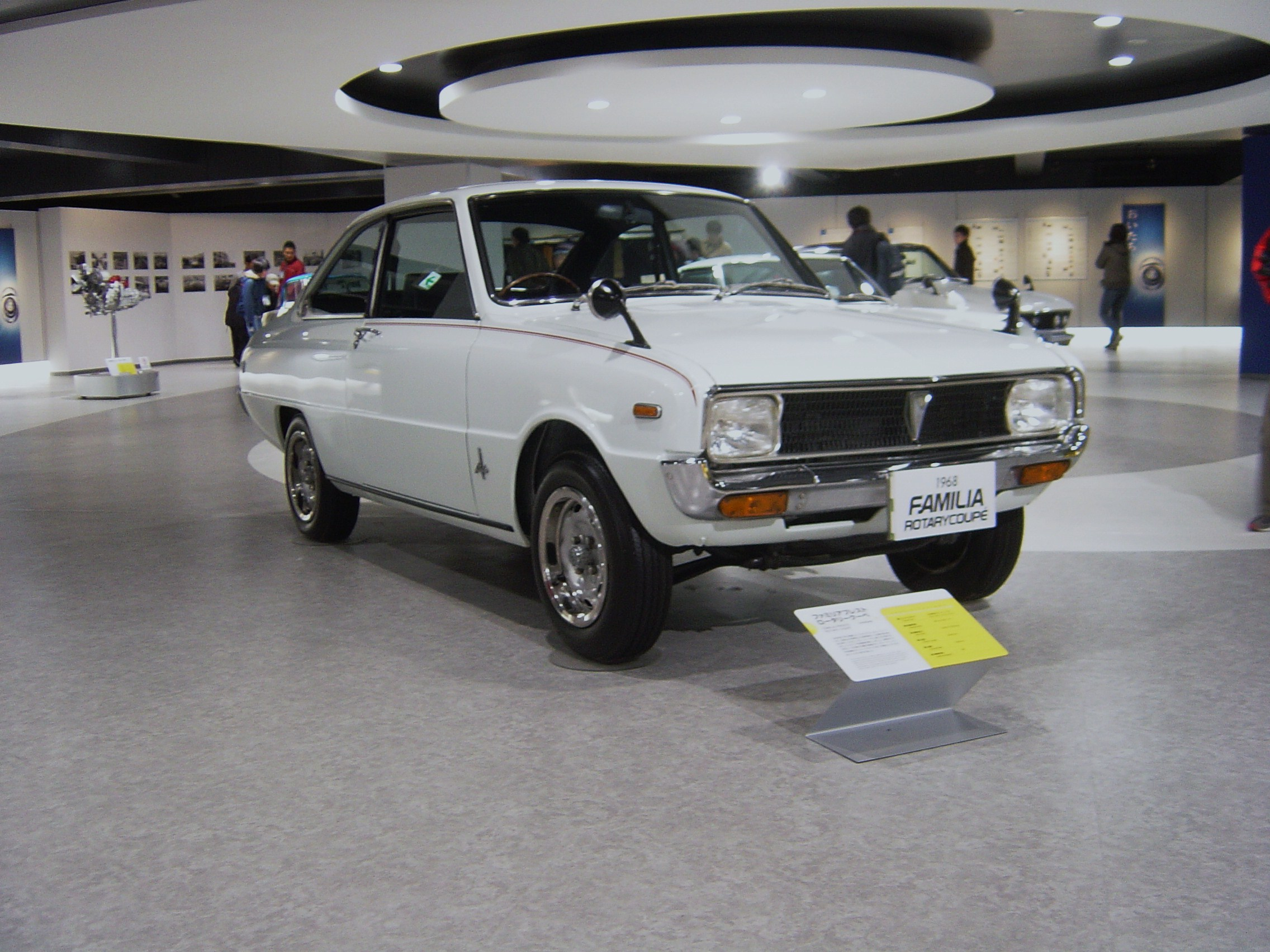
転落した車両の同型車（2代目マツダ・ファミリア）

1976年（昭和51年）10月10日2時過ぎ、大分県別府市の別府国際観光港第3埠頭に白いマツダ・ファミリアが現れた。周辺は釣り場として知られ、その日も釣り人が夜釣りを楽しんでいた。そのような中、時速約40キロメートルで走行してきた車は、そのまま海に飛び込み、瞬く間に別府湾に沈んでいった。
車が海に沈んでまもなく、海面に1人の男が浮かび上がってきた。釣り人の1人からの110番通報を受けて駆け付けた別府警察署の警察官に対して、35歳の男は「荒木の証言に疑問を持ったので実験した」とし、「計画的な場合はほぼ助かることがわかった。裁判の証人に立ってもよい」と話した。警察は犯罪性はないとして、事情聴取だけで済ませた。
新聞や週刊誌はこの件を「カミカゼ実験」などと呼んで報道したが、その内容は、その正義感を賞賛するものから、「日本一のお節介」とするものまで賛否は分かれた。荒木は弁護士からこの「実験」の話を聞かされたが、「売名行為」と歯牙にもかけなかった。

### 犯行計画・準備行為に関する審理
1977年（昭和52年）1月25日の第21回公判から2月21日の第23回公判にかけて、荒木から犯行計画を聞いたという宮崎刑務所での荒木の同房者Tに対する尋問が行われた。Tによれば、宮崎刑務所に服役中に荒木からエドワード・ケネディの交通事故の載った週刊誌を見せられ、出所後の1974年（昭和49年）7月18日に荒木の部屋を訪ねた際に同じ話をされたのに加えて、結婚し、保険をかけて、海に飛び込むという犯行計画を聞かされたという。Tはその後も何度か荒木と会ったが、9月3日に詐欺罪で逮捕され、9月19日に起訴。その後も余罪で追起訴を受けつつ、1975年（昭和50年）8月に懲役2年6カ月の実刑判決を受け、この公判時も服役中であった。この証言に対して弁護人は、供述調書の作成された1974年（昭和49年）12月22日はTが余罪を追及されていた時期にあたり、余罪を不問にすることとの取引で検事に迎合する供述をした可能性があり、証言の任意性に疑問があると指摘。荒木自身も、Tのこれまでの前科をあげてTは信用できない人物であるとし、「法廷でうそを言うなよ！このチンコロ！」、「裁判長、こんな懲役太郎のいうことをまさか信用するんじゃないでしょうね」などとTを罵倒した。Tも激昂して応じたため、法廷には怒号が飛び交った。
5月20日の第26回公判には、別の元同房者Sが出廷した。Sも荒木から犯行計画を聞いたと2年前に検察官に対して供述していた。供述によると、荒木は宮崎刑務所に服役中に「刑務所を出たら、一発勝負をかける。小さなことで何度も刑務所に入れられるより、大きく儲けねばつまらん」などと語っており、1974年（昭和49年）3月末か4月には荒木の部屋で具体的な保険金詐欺の計画を持ちかけられ、「読んだら焼き捨ててくれ」と計画のメモを渡されたが、Sは「そんなことに加勢出来ない」と断り連絡を絶ったという。ところが、公判では供述を全面的に翻し、2年前に話した内容は「取調官に迎合して創作した」と証言した。荒木はすかさず「『創作だ』と言ったんですね。ありがとう、S君。本当のことを言ってくれて……」と応じた。
1978年（昭和53年）5月11日の第39回公判には、第一生命保険の元大分支社長が呼ばれた。元支社長は、荒木の加入していた保険の加入状況・内容・金額などについて問われ、一家の中心とは言えない妻子に高額の保険を短期間に各社に分散して契約していること、保険金額は年収の5倍から災害死亡でも10倍程度が適当であること、この契約であれば資産数億円・年収数千万円以上の者が相続税の準備として加入するのならば妥当だが被告人の経済力は低すぎることなどから、異常な契約といわざるをえないと証言した。これに対して荒木が被告人として自ら反対尋問をおこなった。荒木は、約款に「殺人とハッキリきまったときは支払わないでよろしいが、わからないあいだ支払わないでよろしいという条項はない」などとして、元支店長の証言は「何とかして、保険金の支払いを免れようとする工作の一つ」と主張した。

### 結審
1978年（昭和53年）6月9日、山口地方裁判所において出張尋問が行われ、母と妹を失った長男が証言に立った。長男は裁判官に対して「この男を死刑にしてほしい」と訴えた。これを聞いた荒木は号泣し、「君の誤解だ。大人になったら、ゆっくり話し合おう。君の妹たちを死なせた十字架は一生背負う」と語りかけた。荒木が法廷で涙を見せたのはこの時だけである。
大分地方裁判所での審理は、1979年（昭和54年）5月25日の第62回公判で証拠調べを終え、検察側は7月20日に行われた第63回公判の論告求刑で死刑を求刑した。荒木は「検事は強がりをやめ男らしく本件を取り下げなさい、税金のムダ遣いだ」と嘲笑した。
弁護側は9月17日の第64回公判で最終弁論を行い、鮮魚商の証言は時間が経つほど具体的・断定的になっていることや車の色の問題などから「調書の段階においても内容の真実性はうすく、公判で証言するに至っては、調書にすら記載されていないような重大なことを断定的に述べる等、全く信頼するに足りない」とし、牧角教授や松倉教授による「法医学鑑定は科学的でない」などとして無罪を主張した。荒木は翌9月18日の被告人最終陳述で、改めて「事故」は妻の運転ミスであると主張し、「検察の論告は、犯罪の立証とは次元のことなる私生活に対し誹謗中傷をくわえた、前代未聞の珍論告である！」、「本件は、検察官の無能さを、世間にしらせた点で、大きな功績がある！」、「（元同房者Tは）正常な常識や判断力を全く有していない知恵足らずの男」で「嘘を吐く事をまるで日常茶飯事のごとく思っており、いささかの罪悪感も感じておらぬ」などと約2時間にわたって警察・検察・証人らを批判した。

### 一審判決
1980年（昭和55年）3月28日、大分地方裁判所で判決が言い渡された。永松昭次郎裁判長は判決理由で、争点となった事項について以下のように判断した。
運転者について
牧角鑑定
牧角鑑定は、妻の両膝の傷は助手席前荷物棚の下縁部に衝突して生じたもので、荷物棚下縁部の凹みと一致しているととして妻は助手席にいたと鑑定していたが、判決では、牧角鑑定では凹みの深さや幅を測定することなく激しく衝突したなどと判断しており「信用性の高いものとは認めがたい」、「下縁部右側の損傷が（妻）の右膝蓋骨下縁の下方部分との衝突によって生じたとする牧角鑑定の内容は信用できず、その他の点、特に結論において支持し得る部分も、考察の過程、方法において問題があると考えられ、全体として信用性に乏しいものといわざるを得ない」とした。さらに、その他の点も含めて「牧角鑑定人の鑑定内容が、これほど信用性に乏しいものとなっていることの最も大きな根源は、（中略）予断を排し、誠実に証拠を取捨選択し、慎重にひとつひとつの事実認定を積み上げ、鑑定の限界を明確に意識しつつ、わかることとわからないことを明確にしながら、真実を究明していくという姿勢の欠如に求められるように思われる」と牧角教授の鑑定に臨む姿勢を批判した。それでも、事実認定において参考となる点や正当な部分もあるとして牧角鑑定の一部を採用した。
松倉鑑定
妻の傷は離岸直前に左にハンドルを切ったことによる遠心力によって着水前に生じたとする松倉鑑定については、「毎時四十キロで走る車両が左へ三〇度急転把した場合に右横方向へ動く加速力は約一G以下であり」「身体の移動をこらえることすら十分可能な程のものであり」「日常普通に誰しもが経験上認識している」、「松倉鑑定人は、第四四回公判に至って、突如車両が離岸する瞬間にはいわゆる減速衝撃が生じるとし、（妻）の両膝下の傷はこの衝撃によって生じたかの証言をするに至った」が「この減速衝撃なるものが余りにも仮空なものであることは論を待たない」などとして、「着水前の衝撃によって生じたとする結論と理由が、前記のとおり余りにも不合理なものである以上、その余の点を論ずるまでもなく、この一点において、松倉鑑定が採用に値しないとする弁護人の主張は、理由があるといわなければならない」として松倉鑑定の信用性を全面的に否定した。
目撃証言
「事故」の直前に荒木が運転しているのを見たとする鮮魚商の証言については、弁護人の「色の違う（友人）車ではないかと思う筈がない」との主張に対して「白っぽい本件車両を見て、これを（友人）車ではないか、ひいては（友人）が運転しているのではないかと思って見たという（鮮魚商）証言には、この点に関する限り、不自然な嫌いがある」とし、「この点は、当裁判所も（鮮魚商）証言を全面的には信用できないと考えているところである」として一定の理解を示しつつも、「しかし、知人の（友人）が本件車両と同型のニッサンサニー車を持っていたのは事実であるから、自動車の車種、型式などに興味を持っている（鮮魚商）が、問題のニッサンサニー車を特に関心を持って見たということは極く自然な成行きであって」「運転者の人相や服装も十分記憶に残り得るものと思料される」、捜査段階では「知人の名を出せばその知人にも迷惑がかかることになるのではないかということをおそれた」というのも「一応首肯できる説明であり、別段不自然と決めつける程のものではない」などとし、「この一事をもって、（鮮魚商）証言全体の信用性を損なう程のものではない」として鮮魚商の証言の信用性を認めた。そして、「第三埠頭に居合わせた者が本件車両の転落時に接着した前後の時刻に本件車両以外の白っぽいニッサンサニー車を見かけた形跡が全くないことを考えると、（鮮魚商）が目撃したニッサンサニー車は本件車両であり、これを運転していたのは被告人であったと優に認定することができる」、「本件車両が第三埠頭入口を左折してから転落するまでの間に運転者が交替するような事態が考えられない以上、転落時に本件車両を運転していたのは当然被告人であると推認することができる」とした。
そして、これらに加えて、警察庁の転落実験でのダミーと車内の傷や着水時の衝撃度なども含めれば、「転落時、妻は助手席に、被告は運転席にいたと考えるのが自然で妥当である」と判断した。
犯行計画・事前準備について
元同房者T証言
元同房者Tについては、荒木が法廷で「暴言を吐き面罵しながら、執拗に（T）を追及するに及んだため、（T）も、途中、『君のように人道的に恥じる人間に答える必要はない。』と興奮した場面もあったが、ことさら被告人に憎悪や反撥の念を抱くこともなく、記憶の回復に努めながら概ね冷静に応えていたのであって、最後の第二五回公判で被告人に対する気持を聞かれたときにも、『恨みに思うことはない。ただありのままあったことは述べることだと思って皆述べた。』旨答えていた」として「十分信用することができる」とTの証言の信用性を認めた。
元同房者S証言
一方、公判の証言で供述調書の内容を翻した元同房者Sの証言については、「時期的にみれば、検察官の取調に対する供述は、昭和五〇年二月一七日になされているのに対し、公判廷における供述は昭和五二年五月二〇日になされているので、検察官の取調に対して供述したときの方が、記憶がより鮮明な時期であったものと思われる」、「（S）は、被告人に恩義を感じていることはあっても恨みに思うわけは全くないのであるから、被告人に不利益な事実については、それが真実であっても供述することを避けようとこそすれ、ことさら虚偽の事実を創作してまで供述するとは到底思われない」などとして、「（S）証言はたやすくは信用することができず、むしろ（S）調書のほうに信用性ありということができる」と法廷での証言ではなく供述調書を採用した。
保険契約
また、保険契約の経緯も、一家の経済的な支柱である荒木自身は被保険者となっていないこと、荒木自身の収入は極めて乏しいこと、荒木の保険会社に対する質問は常に被保険者の死亡した場合に集中していたことなどから、明らかに妻子の死亡保険金を手に入れるために契約したものと認定した。
事件前後の言動
さらに、母子家庭を物色して妻と結婚し子どもらを養子にしたこと、妻子らに合計三億一千万円という多額の保険に加入させたこと、本件車両を購入してシートベルトを取りつけ自動車保険にも加入したこと、本件の直前に遺書を書き直後には隠ぺいを画策するなど異常な言動をしていることなどの事実を犯行計画の準備と認定し、荒木が「一獲千金を目論み」「着々とその準備を進め」たものであると断定した。あわせて、車内にハンマーがあったことについても「運転席ドア等からの脱出が不可能となり、フロントガラスが割れない場合を考え、ハンマーで叩き割るべくこれを準備をすることは、十分あり得る」と論じた。
これらから、荒木が「交通事故を装って被保険者を殺害し巨額の保険金を騙取しようと企て、殺害対象にする者を物色するうち」妻を知ると接近して結婚し子どもたちを養子としたうえで、サニーを購入するとともに総額3億1000万円の保険を契約したのち、「かねての殺害計画を実行すべく」別府国際観光港第3埠頭の「フェリー岸壁から水深約八メートルの海中に突入させて」「同車もろとも海底に転落させ、よって直ちに右三名を溺死させて殺害した」と認定した。
そして、情状として「稀にみる計画的且つ大胆な犯行であり、社会的にも大きな衝撃を与えた重大兇悪事件」、「犯行動機も、（妻）らを殺害することによって一獲千金を目論もうとしたものであって、自己の欲望を遂げるためには人命をも顧みない被告人の態度は、余りにも非道」、「被害者である（妻）母子には何の落ち度のあろうはずもなく、（中略）犯行計画の殺害対象として母子家庭を物色していた被告人の目にとまり、不運にも非業の死を余儀なくされたのである」、「殺害された（妻）らの悲痛、無念の情の程は筆舌に尽くし難いであろうし、また、その遺族の受けた衝撃と深い悲しみの心情は察するに余りあるものがある」、「しかるに、被告人は、本件は（妻）が運転中の事故であると主張して徹頭徹尾否認し続け、反省悔悟の情は全く認められない」などから「被告人に対しては極刑をもって贖罪させるほかないとの結論に到達せざるを得なかった」として、求刑通り死刑を言い渡した。
報道各紙は開廷前から死刑判決と荒木の激昂を予想し「被告人退廷により、被告人欠席のままの判決文朗読となった」などとする予定原稿を書いていたが、予想に反して荒木は身じろぎすることもなく判決を聞いた。荒木は、判決言い渡しを終えて退廷する永松裁判長の背中に向けて、ただ一言「裁判長、控訴申しあげます」とつぶやいた。
大分地裁ではこの判決以来、2020年（令和2年）2月に宇佐市安心院町で親子が殺害された強盗殺人事件の裁判員裁判で、2024年（令和6年）7月2日に死刑判決が言い渡されるまでの44年間、死刑判決が言い渡されていなかった。

## 控訴審

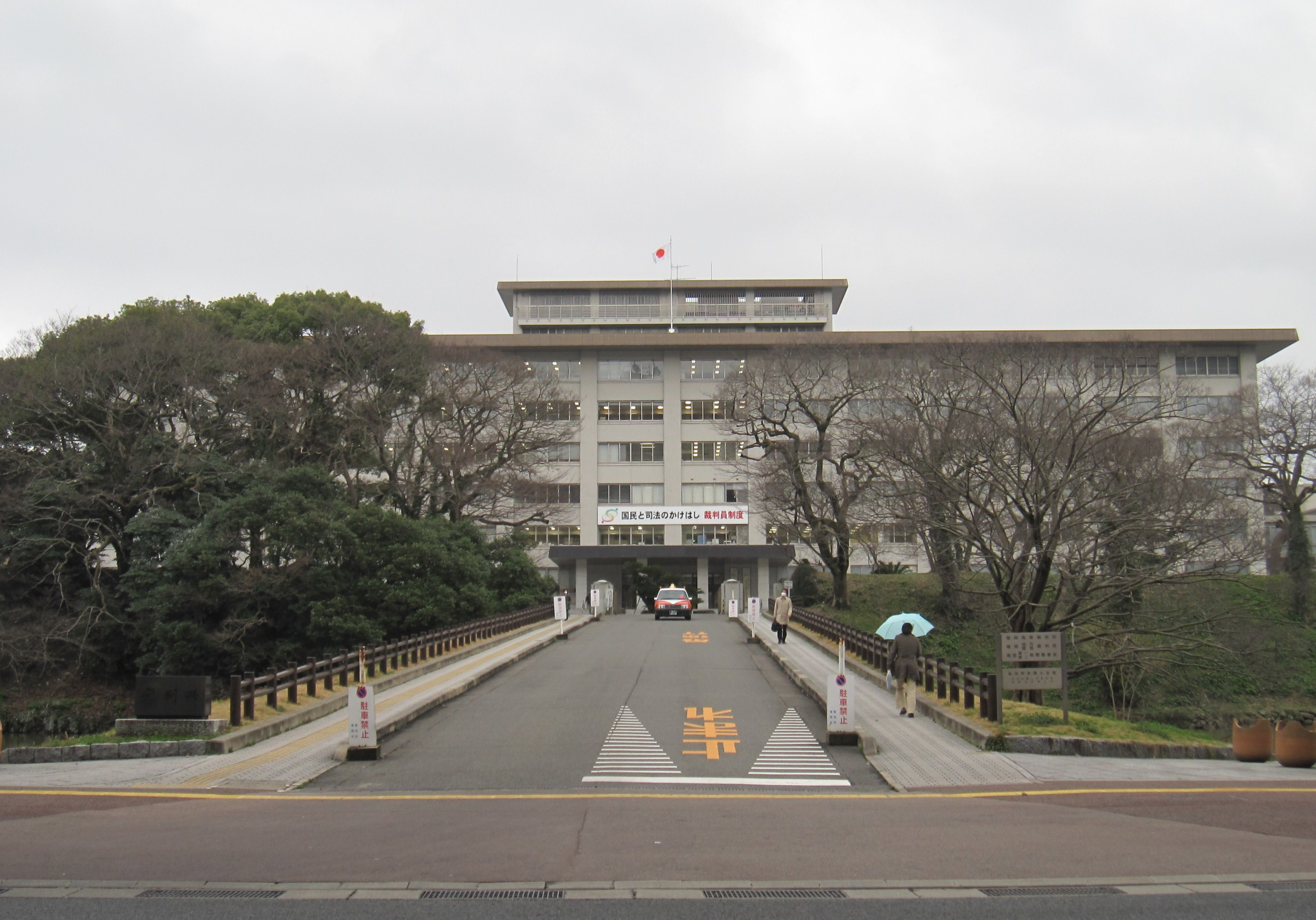
福岡高等裁判所

### 控訴趣意書と答弁書
荒木は、一審判決を受けて即日控訴した。荒木は、控訴理由として、控訴申立書に「昭和五五年三月二八日大分地方裁判所に於いて死刑の判決宣告を受けたが、右判決は全部不服であるから控訴の申立をする」と記した。裁判が福岡高等裁判所に移ったことで、新たに田中義信・小野山裕治・有馬毅の3弁護士が国選弁護人に選任された。一審の膨大な記録に目を通し控訴趣意書をまとめるのに時間を要し、弁護団による控訴趣意書が提出されたのは一審判決の翌年1981年（昭和56年）の1月31日付であった。一審の裁判記録は、積み上げると高さ3メートルにおよび、3人の弁護人に渡すための複写費用に50万円を要したとされている。
5月21日13時30分、控訴審初公判が開かれ、田中弁護士によって控訴趣意書が朗読された。この中で弁護団は、事故時に荒木が運転していたとする一審の認定に強く反論し、改めて法医学と自動車工学の専門家による鑑定の実施を求めた。そして、「原審は、証拠の取捨選択、証拠の価値判断を誤り、または証拠にもとづかない事実を認定して有罪の判決を言い渡したものであるから、破棄さるべき」とし、「本件公訴事実は、これを証明するに足る証拠は存在しない」として無罪判決を求めた。続いて、検察官の同意と裁判長の許可を得て、被告人の控訴趣意書が弁護人によって代読された。約200ページに及ぶ控訴趣意書の中で、荒木は「確実な証拠はないのに、裁判官の予断と偏見による悪意により、科学性も合理性もない、まったく感情的な判決である」、「故意に事実を歪曲してまで、無理ヤリ被告人を冤罪に落そうとする原審裁判官らのヤリ口は、決して公正たるべき裁判官の為すべき事ではなく、全く悪質としか言い様がない」、「原審裁判官らの頭の中でコネ上げただけの、下司の勘ぐり論を並べ立てただけのものであり、何らの確証も科学的根拠もない」などとして無罪を主張した。そして、一審判決で触れられた結婚相手として母子家庭の未亡人を物色したり結婚後も同居していなかったことなどについても、「私ども日本国民は、法に違反せず他人に迷惑を及ぼしさえしなければ、どのような夫婦生活や私生活をしようとも全く自由であり、それが人並みと異なっているから（あるいは裁判官の価値観や道徳観と異なっているから）といって、『これは真面目な結婚ではなく、犯罪の準備行為である』と言うのは、あまりにもムチャクチャな、乱暴な認定である」などと主張した。荒木はさらに、運転席にいて助かったとする一審判決と助手席にいて助かったという荒木の主張のどちらが真実であるかを明らかにするためとして、裁判所あてに『実験検証請求書』を提出。事故車両と同一か同一に近い型式の車両の「運転席に原審裁判官ら三人のうち一人を乗車させ、助手席に被告人を乗車させ」て、「事故」現場での海中転落実験の実施を求めた。
弁護側の控訴趣意書に対する検察側の答弁は、7月7日の第2回公判で行われた。検察側は、弁護側の主張は判示の一面だけを取り上げて非難したり、一審判決の合理的な判断を一方的に非難しているだけであり、一審判決の事実認定を左右するものではないと主張した。そして、母子家庭を物色して結婚したり、妻子を多額の保険に加入させたことについては弁護側にもほとんど主張や弁明がないことを挙げ、これらはそれだけで十分犯人と推認するに足る事実であり、被告人にこれらについての主張や弁明がないということは、保険金殺人の計画や準備を認めたに等しいと述べた。検察側の答弁が終わると、荒木は「ただ今の検察官答弁に対して、釈明を求めます！」と声を上げた。手には、荒木自身が用意した求釈明書が握られていた。裁判長に「控訴審では、被告人が直接意見を求めることを、認めないことになっている」とたしなめられたが、荒木は「誰のための裁判か」などと言い募ったため、裁判長は弁護人が代読することを認めた。求釈明書は、母子家庭の未亡人と結婚したり妻子を生命保険に加入させたことについて「検察官は、被告人のこれらの行為が、わが国の法に照らして、違法といわれるのでしょうか」、「『合法』であるとするならば、検察官は、国民が合法行為をおこなえば、それが殺人犯罪の証拠であり、殺人犯罪を計画したことになるといわれるのか」など、34ページにわたって検察側を問いただす内容であった。弁護人は、初めて目にした求釈明書の朗読で何度か読み間違えたが、荒木は「ちがう、ちがう……」「しっかり読んでくれなきゃ困る！」などと叱責した。朗読が終わると、裁判長は「現段階で釈明の必要がないと思われる」と発言し、検察側も「答弁するつもりはありません」と一蹴した。
その後、控訴審の審理は、科警研が実施した転落実験を撮影した映像の検証、大分地検で保管されている転落車両の出張検証、別府国際観光港の現場検証などと進んでいった。

### 江守鑑定

#### 鑑定委嘱
1982年（昭和57年）2月8日、福岡高裁は、成蹊大学教授の江守一郎に鑑定を依頼した。鑑定事項は、「事故車両のフロントガラスが割れた原因及び時期」と、妻と事故車両の傷等から「転落時の妻の乗車位置の確定が可能か、可能であるとすればその乗車位置及び根拠」であった。
3月5日、荒木は「鑑定人の良心に訴え、公正な鑑定をしてもらう」ためとして江守教授に手紙を出した。内容は、フロントガラスは海面激突と同時に割れたのであるから海面に激突した衝撃か車両に生じた歪みが原因と思われる、妻や車の傷は事故で生じたのか事故以前からあったのか不明でありこれらから妻の乗車位置の特定は不可能などと自らの主張を示したうえで、「もし先生が、国家権力の歓心を買わんが為に迎合して、あいまいなインチキ鑑定などなさったばあいは、マスコミ注視の法廷において追及せざるを得なくなります」として、「どうか先生には、真に科学的な公正な鑑定をしていただきたい」と求めるものであった。
これに対して福岡高裁第三刑事部は、3月8日付で刑事訴訟法八一条に掲げる理由（被告人が逃亡し、又は、罪証を隠滅すると疑うに足りる相当な理由）があるとして、荒木からの江守教授に対する文書の発信を禁止する決定を下した。荒木は「公正な鑑定を要請し、不正な鑑定をおこなわないよう必要な措置を講ずるのは、被告人の当然の権利」だと異議を申し立てたが、福岡高裁第一刑事部も、荒木の手紙は「被告人自身の見解を、科学的かつ公正なものとして、右鑑定人に、これに副う鑑定をするよう要請」し「意に副わない場合には」「その非良心的不正鑑定を厳しく糾明されるであろうことの予告をふくむ」ものであり「心理的威圧を加えるものであって、罪証の隠滅工作に相当する」として異議申し立てを却下した。

#### 転落実験
江守教授は、まず実物の10分の1の模型を用いた実験を繰り返した後、1982年（昭和57年）9月2日から3日間をかけて別府国際観光港で実車を用いた転落実験を行った。江守教授は事故車両の左前部が大きく変形していることに注目し、これは岸壁から斜めに飛び出したことで「左車輪が、右車輪より先に、地面からの反力を失ったため」左にローリングして着水時の車両の傾きを生じたと考えた。模型実験でこれを確認した江守教授は、実車での転落実験でも25度斜めに飛び出させた。実車での転落実験には事故車両と同年代の車3台と男女のダミー人形を用意し、「事故」当日と同じ潮位になる時間を選んで1日1台ずつスタントマンに運転させて転落させた。男性のダミー人形は体重70キログラム、女性のダミーは体重50キログラムである。実験の様子は、陸上に4台、車内に1台、水中に1台のビデオカメラで記録し、万が一に備えて海中にダイバー5人、陸上に救急車を待機させた。
約700万円をかけ、やじ馬100人超が見守った実験の結果は以下のようになった。
|       | 運転席       | 助手席     | 転落速度 | 着水後 沈没まで | フロントガラス   | スタントマンの 脱出経路              |
| ----- | ------------ | ---------- | -------- | --------------- | ---------------- | ------------------------------------ |
| 1号車 | スタントマン | 女性ダミー | 42 km/h  | 73秒            | 割れず           | 運転席のガラス窓を下げて脱出         |
| 2号車 | スタントマン | 女性ダミー | 30 km/h  | 50秒            | 割れず           | ハンマーでフロントガラスを割って脱出 |
| 3号車 | スタントマン | 男性ダミー | 40 km/h  | 15秒            | ダミー頭部が破壊 | 割れたフロントガラスから脱出         |

- いずれの場合も離岸から着水まで約0.6秒で着水時に衝撃が加わる時間は0.5秒であり、着水時の衝撃は約4Gであった[312]
- 3号車の男性のダミー人形の頭部がフロントガラスを割ったが、1・2号車の女性のダミー人形はダッシュボードに衝突したもののフロントガラスには届かなかったため割れなかった[313]
- 運転席にいたスタントマンは、衝撃に備えて手と足をハンドルと床につけて突っ張っていたため全く負傷しなかった[314]
- 運転席・助手席とも後部座席の乗員の衝突によって背もたれが破壊され、さらに助手席については着水時の衝撃で留め金も破壊される[313]
- 沈没するまでの時間は、フロントガラスが割れるか割れないかで大きく変わるが[311]、いずれもスタントマンは車が海底に沈む前に脱出できた[313]

実験後、江守教授は「予想どおりの結果が出た」と話した。

#### 鑑定結果
江守教授の鑑定書は、1982年（昭和57年）11月15日付で作成され、11月27日に福岡高裁に提出された。
江守教授は、着水時の衝撃自体ではフロントガラスは割れないとし、乗員の頭部がフロントガラスを割ったとすると15Gの衝撃を受けるため頭部または顔面にかなりの損傷を生じるとした。しかし、荒木にも妻にもそのような負傷はなかったこと、事故車両のダッシュボードに残された擦り傷と車内にあったハンマーの金具の丸い面の形状が一致し、この傷は運転席でハンマーを右手に持ち左後ろから右前に向かって振るとこのような傷ができることなどから、フロントガラスは「着水後、人為的にハンマーで割られたものと思われる」と鑑定した。また、乗車位置については、運転席の乗員は事前に衝撃を予期していれば耐えられるが助手席の乗員が無傷ということはありえない、予期していない場合は離岸から着水までの0.6秒でとっさに身構えるのは不可能であり後部座席の乗員によって背もたれが破壊されるため運転席・助手席とも負傷なしではすまない、助手席は留め金も破壊されることから助手席の乗員が無傷ということはありえないなどとし、助手席のダミー人形の膝についた傷やダッシュボードに生じた凹みなども含めて考えると、無傷の被告人が助手席にいたということはありえず、妻が「当該車両の助手席に乗車していた」と鑑定した。
この鑑定結果に対する江守教授への尋問は、1983年（昭和58年）2月23日の第5回公判と、5月17日から21日まで連続5日間の東京での出張尋問で行われた。ここでも荒木は被告人として江守教授を尋問した。荒木は、江守教授の行った転落実験について「私どもの車両は、7年も使用しており、あなたの実験車とは、フロントガラスの疲労度も風化度も破壊応力も、ぜんぜん異なっている」、「私どもの事故とは乗員もちがうし、車の速度や飛び込む角度も同一であったとはいえない」のであるから、「同一の条件を設定することができないのに、同一の結果など出るわけない」などと主張し、フロントガラスが割れたのは「海面に突入した衝撃で割れたか、海上の浮遊物に当たったかもしれない」と疑問を呈した。これに対して、江守教授は、着水時の衝撃は「陸上で時速15キロメートルで壁に激突した程度」であるからフロントガラスが割れることはない、前輪から着水するので海上の浮遊物は外側にはじかれフロントガラスには当たらないと反論した。なお、割れたガラス片は、着水時の衝撃か海上の浮遊物に当たって割れたとすると車内に多く残る可能性が高く、内側から割った場合は多くは車外に散乱すると思われ、事故車両ではフロントガラスの3分の1程度が車内に残存していた。しかし、江守教授はガラス片の散乱状態や車内の残存量を確認していなかった。江守教授はこの点は不備であったと認めたものの、鑑定結果には影響しないと述べた。荒木は、江守鑑定は鑑定の重要性を認識していない「ずさんな鑑定」であると非難した。
なお、事故車両にはダッシュボードに上からはめ込む形式の灰皿があったが、引き上げられた時点で外れており、車内からは見つからなかった。江守鑑定がハンマーによって形成されたとするダッシュボードの傷の中には、灰皿の外れた穴の先についたものもあった。灰皿が装着されていれば1センチメートル程度盛り上がるため、穴の先に連続して傷がつくことはない。荒木からこのことを指摘された江守教授は、ダッシュボードの傷は複数あることからフロントガラスは一度では割れず何回かハンマーで叩いたとし、灰皿は1回目にハンマーによって叩き抜かれ、灰皿の穴を跨ぐ形の傷はその後の2回目・3回目でついたものと説明した。それであれば灰皿が抜けた時点でフロントガラスはまだあったことになるが灰皿はどこに行ったのかと問いただされると、江守教授は不確定要素が多すぎて物理的には特定できないと答えた。さらに、弁護人から、鑑定書に「したがって、被告人は運転を誤って転落したのではなく、予定のコースを走行して車両を故意に転落させたと考えなければならない」とある点について追及され、江守教授は「故意」かどうかは物理的な鑑定では証明できないと認め、この部分を撤回して謝罪した。なお、この証人尋問後、「事故」当時に車外の海底から発見されていた灰皿が証拠として提出されたが、この灰皿にはハンマーで叩いたような傷はついていなかった。

### 堀内鑑定
江守教授への東京での出張尋問の最終日の1983年（昭和58年）5月21日、裁判所は新たに北海道工業大学の堀内数教授に鑑定を委嘱した。鑑定事項は、「ダッシュボード表面の損傷は、押収してあるハンマーによって形成されたものか」、ハンマーによって形成されたならばハンマーをどの方向からどのようにして形成されたかなどであった。
鑑定書は、12月20日に提出され、鑑定結果は「ダッシュボードの表面の損傷は、押収してあるハンマーによって形成されたものと推定する」であった。ただし、江守鑑定と異なり、ダッシュボードの傷は、フロントガラスを叩いて割れなかった際に跳ね返ったハンマーのくぎ抜き部分で生じたものと鑑定した。そして、江守鑑定がすべてハンマーにより形成されたとしたダッシュボードの傷のうちの一つは、ハンマーではなく着水時の衝撃で発生した歪みによってダッシュボードがV字型に変形したことによる溝であるとし、この歪みによって灰皿は飛び出したものと説明した。
堀内教授に対する証人尋問は、1984年（昭和59年）1月9日の第8回公判から1月14日の第12回公判にかけて行われた。弁護人は、科警研の転落実験では灰皿は逸脱していないこと、堀内教授が灰皿の逸脱について何らの実験も行っていないことなどを指摘し、経験から推論したものに過ぎず、科警研の実験の方が信憑性があるのではないかとただした。堀内教授は、科警研の実験の条件を十分承知していないため比較できないと答えたが、裁判官から科警研の実験のように岸壁から垂直に離岸した場合と江守鑑定のように斜めに離岸した場合に違いが生じるか尋ねられると、斜めに離岸した場合はねじれが生じるため、科警研の場合は灰皿が逸脱せず、本件の場合は逸脱したとしてもおかしくはないと答えた。

### 最終弁論
1984年（昭和59年）6月7日、第16回公判で弁護人による最終弁論が行われ、弁護人は江守鑑定と堀内鑑定を厳しく批判した。
江守鑑定は、フロントガラスが人為的に割られたという予断をもって鑑定しているため、ハンマーとダッシュボードの傷に明らかな矛盾が生じているなどとし、「およそその道の専門家による鑑定とはいえない」と信用性を否定。灰皿はハンマーの最初の一撃で叩きだされたとしているが、「『その当時、灰皿が証拠として提出され、灰皿に打撃のキズがないことを知っていれば、灰皿の現状に合うように別の証言をしているのではないか』と考えるのは、弁護人の思い過ごしだろうか」と江守教授の鑑定人としての姿勢に疑問を呈した。また、堀内鑑定についても、科警研の実験で灰皿が逸脱していないにもかかわらず、新たな転落実験で確認もせずに「着水の衝撃でダッシュボードがV字型にへこみ、その衝撃で灰皿が逸脱した」と鑑定しており、これも「被告人有罪を予断として、鑑定結果の裏付けの理屈は頭の中で観念的に考えたにすぎない」として信用性がないと主張した。
これらから、両鑑定人とも、一審判決が厳しく批判した牧角三郎教授と同じく「予断を排し、誠実に証拠を取捨選択して、事実認定を積み上げ、鑑定の限界を認識して、わかること、わからないことを明確にしながら、事実の真相を究明するという姿勢に欠けていた」と批判し、両鑑定は全く信用性が無いと断じた。そして、一審判決の事実認定の不備が控訴審での鑑定によって補完されたとは言えない以上、「疑わしきは罰せず」の原則に則って無罪を言い渡すべきと述べて最終弁論を終えた。
この公判で福岡高裁における控訴審は結審し、判決は9月4日に言い渡されることとなった。

### 控訴審判決
1984年（昭和59年）9月4日、判決公判が開廷した。山本茂裁判長は、判決理由の朗読から入り、控訴審での争点について以下のとおり判示した。
運転者について
着水時の衝撃で、運転者は身構えていない限りハンドルにみぞおち付近を、助手席の乗員は荷物棚が両膝付近に衝突するが、妻のみぞおち付近は全く負傷しておらず、両膝付近に4か所の創傷が存在し、荷物棚には2か所の凹みがあるとことなどから、転落時には妻は助手席にいたと認定した。一方、荒木は負傷らしい負傷もせず車内から脱出しており、着水時に運転者が転落を予期して両手足をハンドルと床に密着させて突っ張れば、後部座席の乗員による後ろからの衝撃も含めて耐えられるが、無傷の荒木が助手席にいたことはありえないとする鑑定を合理的であるとして採用し、荒木が運転していたものと認定した。
脱出方法
脱出方法については、事故車両内にハンマーが存在したこと、ダッシュボードについた傷は、フロントガラスを破壊するためにハンマーで叩いた際にハンマーの先端部等によってつけられたものと認められることなどから、荒木は「転落後、フロントガラスを、ハンマーで割ったうえ、車外に脱出したことが明らか」とした。なお、灰皿については、着水時の衝撃でダッシュボードがV字型に陥没したようになったことで外れたものと認定した。
そして、結婚や養子縁組の状況、保険加入の状況等についても一審判決の認定を支持し、結婚後も「家族団欒のひとときを過ごすことさえもなく」、複数の女性と交際を続け、わずか2カ月間で母娘に3億1千万円の保険を掛けたものと認めた。
これらから山本裁判長は、妻子3名を「車もろとも海底に転落させ、ただちに溺死させて殺害した事実を、是認するに十分である」と結論づけ、「本件控訴を棄却する」と判決主文を言い渡した。この日も荒木は静かに判決を聞き、閉廷後は弁護人席に少し声をかけただけで退廷していった。

## 上告審
荒木は、「自分が殺人行為をしたという事実は何一つ証明されていない」として、ただちに最高裁判所に上告した。第一小法廷に係属され、裁判長は角田礼次郎となった。しかし、法廷は開かれることはなかった。

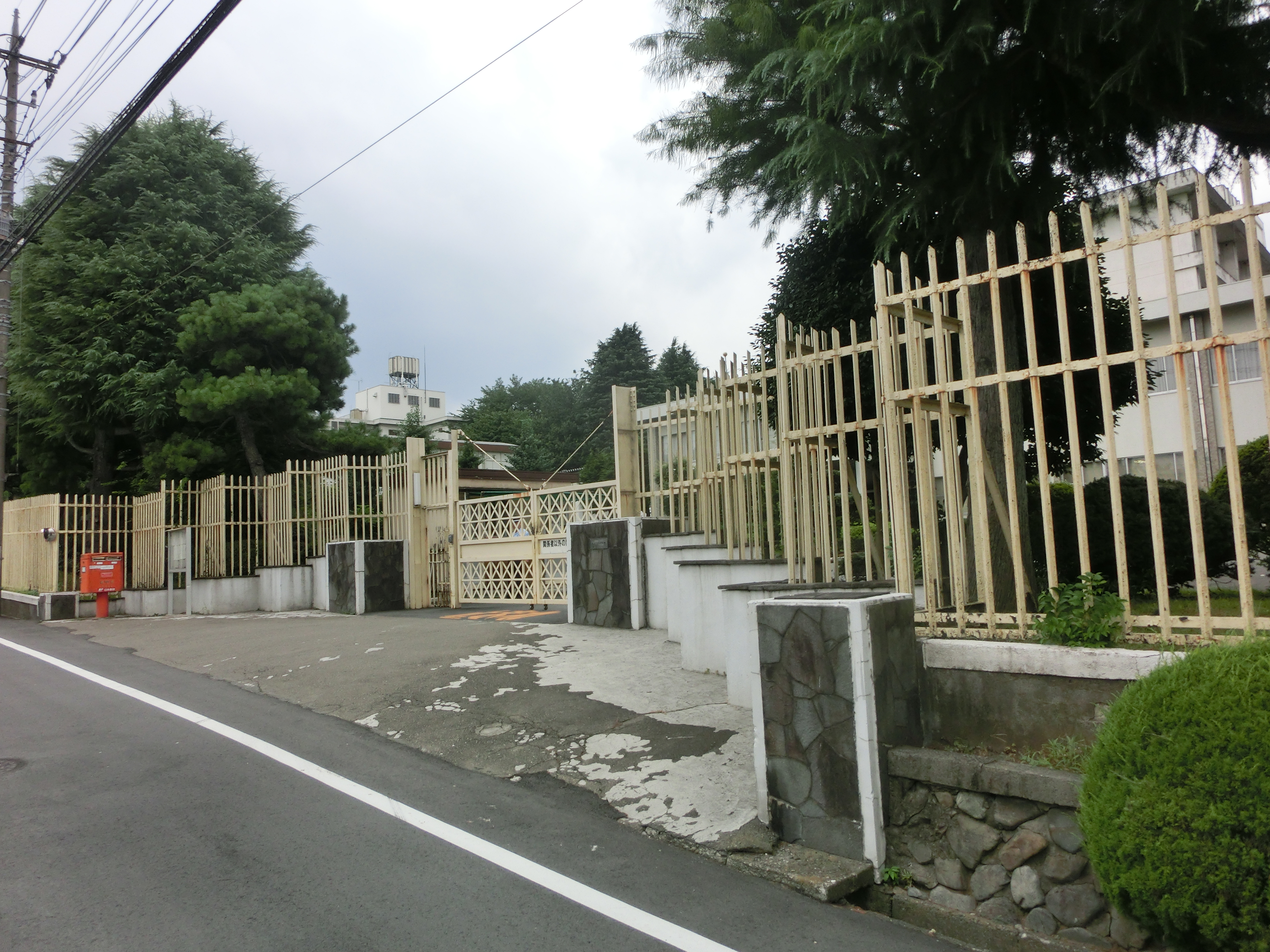
八王子医療刑務所入口

高裁判決から約2年後、荒木は胃癌と診断された。荒木は、1987年（昭和62年）10月に福岡拘置所から八王子医療刑務所に移監され、1988年（昭和63年）1月25日に開腹手術を受けたが、すでに膵臓や肝臓にも転移して手遅れの状態で、そのまま閉腹された。弁護団は勾留の執行停止を最高裁に申し立てたが却下された。荒木は「医療刑務所にいても病気が治る見込みはない」、「今後のことについて九州にいる身内と十分に相談したい」と福岡への移監を求めたが、これも認められなかった。
手の施しようがなく死を待つだけとなった荒木は、同年秋に、地元大分のマスメディアにあてて「別府三億円保険金事件の真相＝保険に加入すると殺人犯にされる＝」という手記を送った。荒木は、掲載する場合は一字一句変更せず手記全文を掲載するよう求めたが、掲載したメディアはなかった。
荒木は12月27日ごろから容体が悪化し、1989年（平成元年）1月13日15時33分、癌性腹膜炎により八王子医療刑務所で死去した。61歳だった。1月30日、最高裁第一小法廷は、別府3億円保険金殺人事件を被告人死亡により公訴棄却とした。

## 評価・影響

### 裁判に対する評価
直接証拠なき死刑
一審では、牧角鑑定・松倉鑑定の信用性を否定したもののその一部を採用し、遺体や車内の検証結果を詳細に検討し、鮮魚商や元同房者の証言を信用できるとしたうえで、荒木の経歴や結婚・保険加入の経緯などから荒木の計画的な犯行と認定して死刑を言い渡した。控訴審でも、一審のこれらの事実認定を肯定したうえで、新たな鑑定結果を加味して死刑判決を維持した。しかし、これらはいずれも荒木の犯行を直接証明するものではなく、状況証拠の積み重ねであった。控訴審で弁護側は、一審の詳細な検証について細かな矛盾点を指摘して事実認定の誤りを主張するとともに、「ほとんどの状況証拠は、いくとおりも事実認定の可能性がある」などとして状況証拠のみで有罪判決を下すことの不当性を訴えたが、控訴審判決は、一審の矛盾点や疑問点は判決に影響を及ぼすものではなく「大した問題ではない」とし、結婚や保険加入の経緯などを総合すると「（妻子）を同車もろとも海底に転落させ、よって直ちに右三名を溺死させて殺害した事実を是認するに十分である」などとして弁護側の主張を退けた。
裁判を傍聴してドキュメントを執筆し荒木とも面会や手紙の交流があった作家の佐木隆三は、著書の中で、一審判決・控訴審判決が採用した鮮魚商や元同房者の証言について「『犯行計画証言』『運転目撃証言』を、かくも大胆に採用してよいのか？　これがもし、被告人に有利な証言ならば、『とうてい措信し得ない』と、捨て去ったにちがいない。それぐらい、際どい証言だと思う」と述べ、控訴審判決後には「これだけの証拠で有罪、それも極刑にしていいのか」とコメントしている。また、一審判決が「脱出のためハンマーを準備したこともありうる」との言及にとどまっているのに対して控訴審がより積極的に「ハンマーでフロントガラスを割り」脱出したと認定していることについても、ハンマーがふたの閉まっていた荷物棚から発見されていることをあげて「フロントガラスを割ったあと、ハンマーを荷物棚に入れて、車内から脱出したことになる」と疑問を呈している。
一方で、一橋大学の植松正名誉教授は、荒木の裁判が始まる前から、「自白とか決め手となる証拠ばかりを求める」裁判の風潮を批判的に論じ、「黒い状況証拠が重なれば、それだけで決め手になる」として「世の中の常識ある大多数の意見が状況証拠を見てクロとする時、勇気をもって判決を下すべきである」と主張していた。大分地検の検事正も、一審での審理が続いていた1976年（昭和51年）に、「ともかく裁判官が納得するまで、どんな小さな状況証拠でもどんどん出していく。合理的な証拠はいくらもあります」としたうえで、「荒木が無罪になったら、それは日本の刑事訴訟法が悪いのだ」と述べている。『週刊新潮』は、この検事正の発言を受ける形で、「いや、われわれは、その前に荒木の詭弁に負けた裁判所の良識をきっと疑うだろう」と論じた。
地元大分の地域情報誌『アドバンス大分』は、1994年（平成6年）に「シリーズ戦後史のナゾ」の中で2号に渡ってこの事件を取り上げ、直接証拠がない場合は状況証拠の積み上げで判断するしかなく、それは最高裁判例でも認められ、保険金目的の毒殺事件で死刑が確定した例もあるとしつつも、「しかし刑事訴訟法の原則はやはり『疑わしきは被告人の利益に』である。その原則を守る努力がこの事件でなされたかどうか、その辺も問われるところとなっている」と結んでいる。
荒木の態度の影響
直接証拠がない中で荒木が有罪とされた原因の一つとして、裁判中の荒木の態度が裁判官の心証を悪くしたとの指摘がある。荒木は、弁護人は信用できないとして、法廷で被告人として自ら積極的に反対尋問をおこなった。特に自分に不利な証言をする証人に対しては激しく詰問し、あるいは罵倒することもあった。目撃証言をした鮮魚商などは、荒木の激しい追及に反発し、その度にかえって証言が断定的になっていったほどであった。
こうした荒木の態度は、上述したような裁判に疑問を呈する人たちに対してさえも心証を害する結果となった。佐木は「では別府三億円保険金殺人事件は冤罪か？ 問われたら、わたしはハッキリ『そうは思っていない』と答えることにしている。（中略）荒木虎美被告事件の裁判にかかわり、『これは無実だ！』と思ったことは、一度もない」と、特攻隊の生き残りとして荒木を取材した日高恒太朗も「私自身の心証を正直にいうならば、どのような角度から見直してもとうてい『無罪』とは思えなかった」と、それぞれの著書で記している。佐木は荒木への手紙でも、「『それでも大学教授ですかね』『笑わせちゃいけません』など、テクニックの一つかもしれないが、多用すると聞き苦しい。裁判官の心証も、よかろうはずはない」、「『私がやったというのなら、証拠を出してみろ！』 これではいけないと思います。無頼漢のセリフです。（中略）『私はやっていない。信じてほしい。今までの証拠は作りものである！』 そう言われて、初めて耳を傾けるのではないでしょうか」などと直接伝えている。
また、一審当初に私選弁護人を務めた木村弁護士は、一審判決を受けてコメントを求められ、荒木敗訴の原因の一つとして荒木がしゃべりすぎて裁判長の心証を悪くした点を挙げ、控訴審を展望して「荒木被告の言動が一審と同様、被告に不利になる可能性は強い」と述べていた。

### 保険金殺人の増加と悪質化
この事件がテレビなどでセンセーショナルに報道されたことで、1970年代後半以降、保険金殺人が多発したとされる。保険金の受取人が真っ先に疑われ、死刑判決が漸減していた時期であっても死刑が言い渡されることが多いなど、保険金殺人は、困難で割に合わない犯罪とされているにもかかわらず、警察庁の統計によれば1969年~1973年・1974年~1978年・1979年~1983年の各5年間の保険金殺人の検挙件数は17件・26件・44件と激増し、保険金額も大型化している。
一般的に家族間の保険金殺人は、金銭欲や経済的な困窮といった動機に夫婦関係の破綻などが加わって妻や夫の殺害にいたる、あるいは、夫婦にとって邪魔になった連れ子を殺害する例が多いとされる。一方、この事件では、先に保険金殺人の計画があり、そのために結婚・養子縁組が行われたとされた点が特異であった。この点から、この事件は、のちに多発する従業員や債務者を対象とした悪質な保険金殺人の先駆けであったとする評価もある。
しかし、この事件では、荒木を疑うに足る多くの状況証拠が残されていた。評論家の高崎通浩は、著書の中で「この事件はその後の保険金殺人事件激増の契機となり、学ぶべきお手本となった。といっても、それは多分に『オレなら荒木のようなドジを踏まない……』という、いわば『反面教師』としてであっただろう」と評している。この事件に学んだとされる事件では、犯人は自分に嫌疑がかかることを想定したうえで、犯行現場の国際化、替玉殺人や嘱託殺人など、手口が一層巧妙化するようになっていった。
なお、荒木は控訴中の1984年（昭和59年）、同様に保険金殺人が疑われてワイドショーなどで取り上げられていたロス疑惑について『週刊ポスト』に感想を求められ、「三浦氏や亡くなった同氏の奥様の事件は、事実はどうか知りませんが、併し、此の事件は私共の事件と違って、もし三浦氏が前以って殺し屋に依頼して『自分には軽傷で、妻には致命傷を与えてくれる様に』と工作しようと思えば、其の様な計画や工作の可能な事件であると思います」などとするコメントを寄せている。ロス疑惑の三浦和義と荒木は、夫が妻を殺害するという肉親間の保険金殺人としては非常に珍しいケースであること、ワイドショーに出演して被害者であると強調していること、ともに前科があり刑務所暮らしを経験していることなど、経歴や言動が似ているという指摘がある。

### フィクション
作家の松本清張は、この事件に着想を得て小説『疑惑』を書き上げた。ただし、舞台を大分県から富山県に移し、車で海に飛び込む主人公を女性に変えている。この作品では、妻が保険金目当てに夫を殺害したとマスコミに書きたてられるが、裁判で夫による無理心中であったと認められる。1982年（昭和57年）には映画化もされている。
荒木は、映画の製作発表直後に清張に手紙を送り、「自分の事件でも運転していたのは妻で、まさに『疑惑』の内容そのものである」などと訴えて清張の意見を求めた。清張は、あくまで着想を得ただけで作品はオリジナルのフィクションであり、係争中の事件でもあるので意見は控えたいと返答した。
荒木の死の翌年の1990年（平成2年）には、この事件を題材とした『たそがれに愛をこめて』と題するテレビドラマが制作され、10月2日に『火曜サスペンス劇場』の「十周年記念企画」として放映された。このドラマでは、荒木をモデルとする主人公・権藤三吉は、転落実験に立ち会っているさなかに心筋梗塞で倒れ、手術により一命をとりとめると突然上告を取り下げて死刑を受け入れるという結末となっている。主人公・権藤三吉は、火野正平が演じた。担当プロデューサーは、「おそらく、荒木が生きていたら放送できなかったでしょう」と語っている。